# Nemesócsa
Nemesócsa (szlovákul Zemianska Olča) község Szlovákiában, a Nyitrai kerületben, a Komáromi járásban. Területe 27,9 km².

## Fekvése
Komáromtól 20 km-re északnyugatra, Nagymegyertől 9 km-re délkeletre fekszik. Határában húzódik a Komáromi-főcsatorna. A  falutól 1 km-re halad el a Pozsony-Komárom közti 63-as főút; vasútállomás a Komárom-Pozsony vonalon. Mellékutak kötik össze Zsemlékessel, Tannyal, Bogyaréttel és Gútával. Közigazgatásilag keletről Ekel, Megyercs és Keszegfalva, délről Nagykeszi, nyugatról Tany, Zsemlékes, Bogya és Bogyarét községek határolják.
Nemesócsa közigazgatási területe (más csallóközi falvakéhoz hasonlóan) hosszan nyúlik el északkeleti irányban, mintegy 10 km-re a faluközponttól. Új-Lapuhát, Ócsai Rétek és az egykori Pálffy-major tartozik hozzá.

## Élővilága

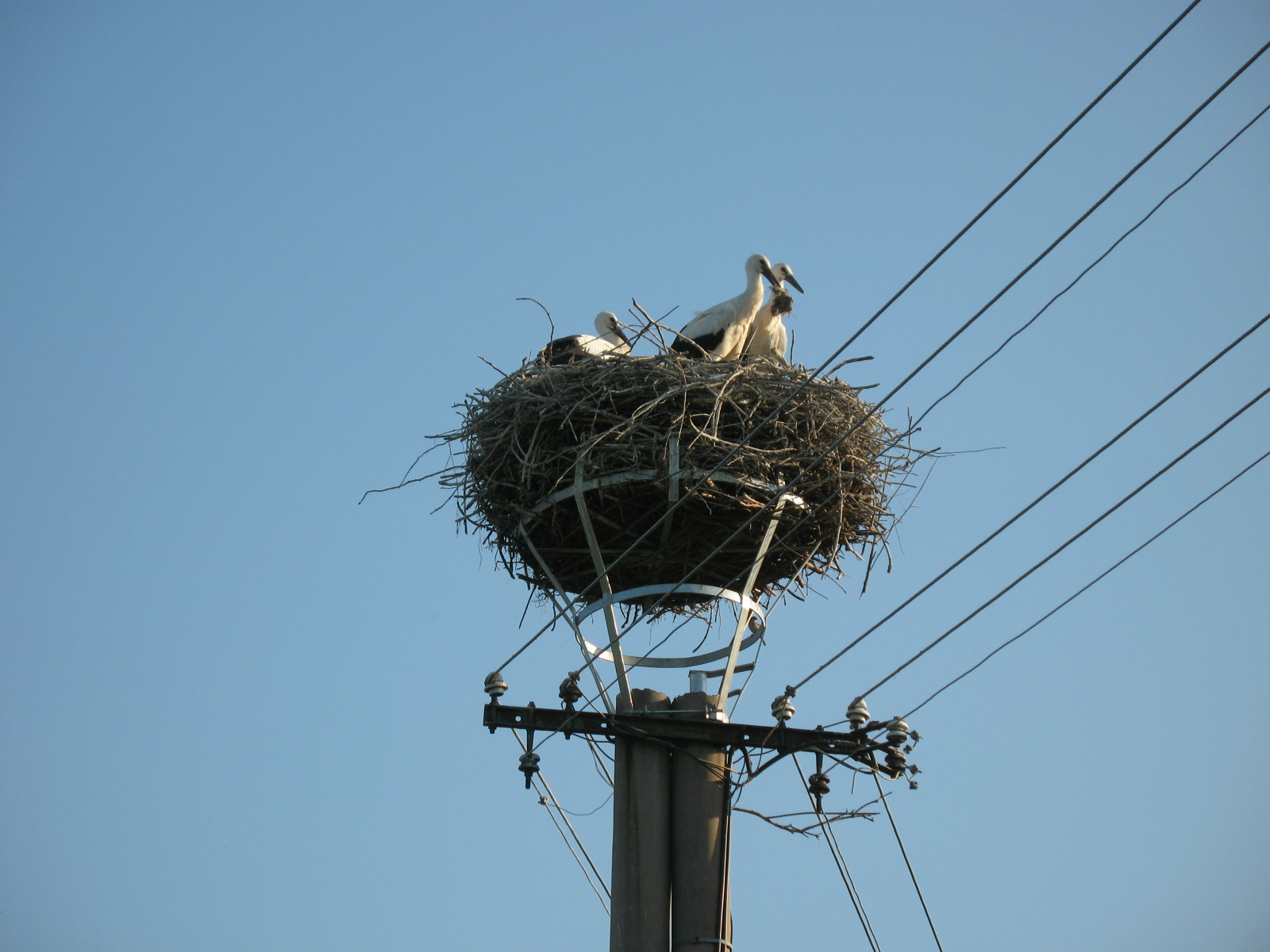
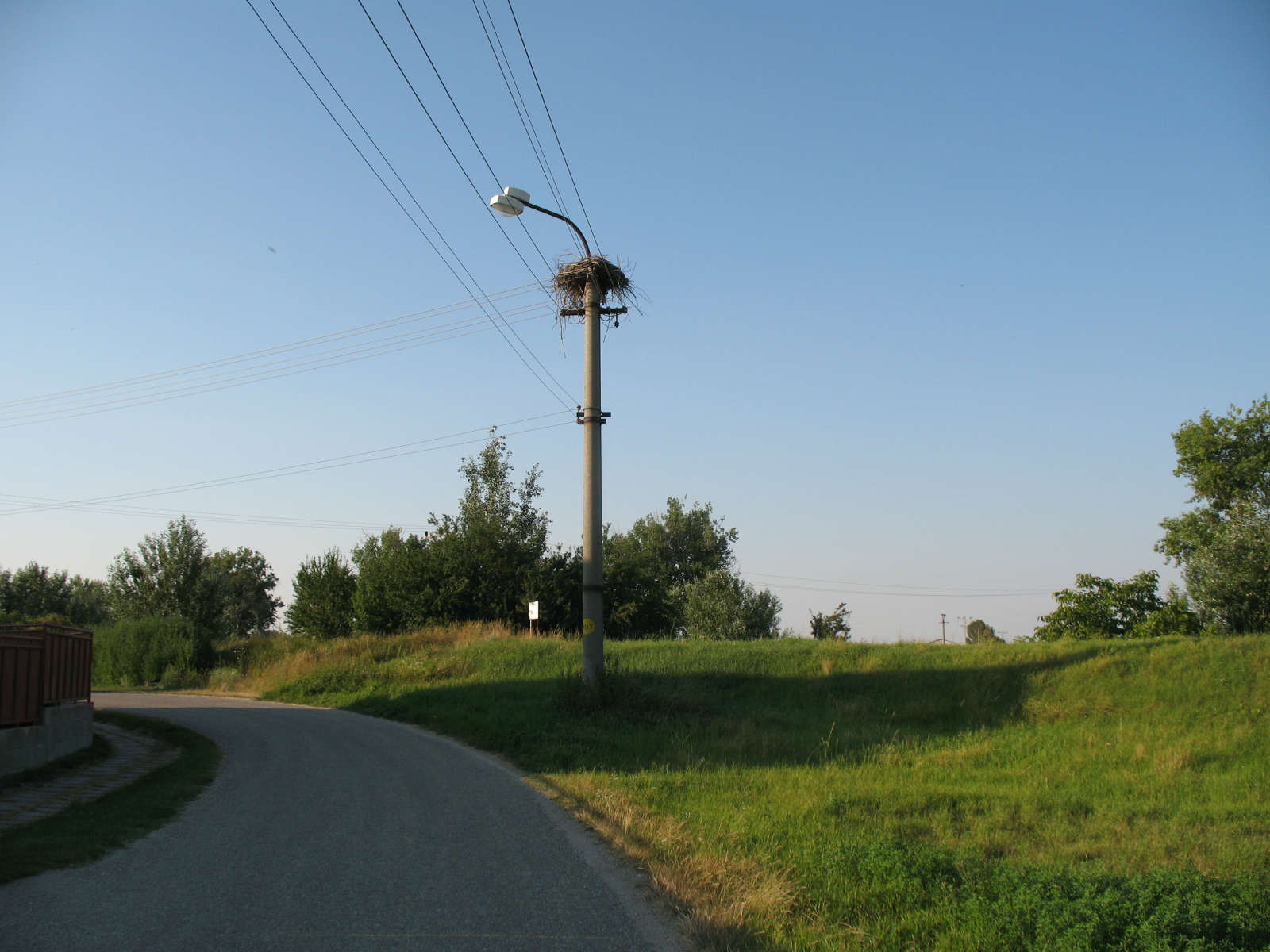
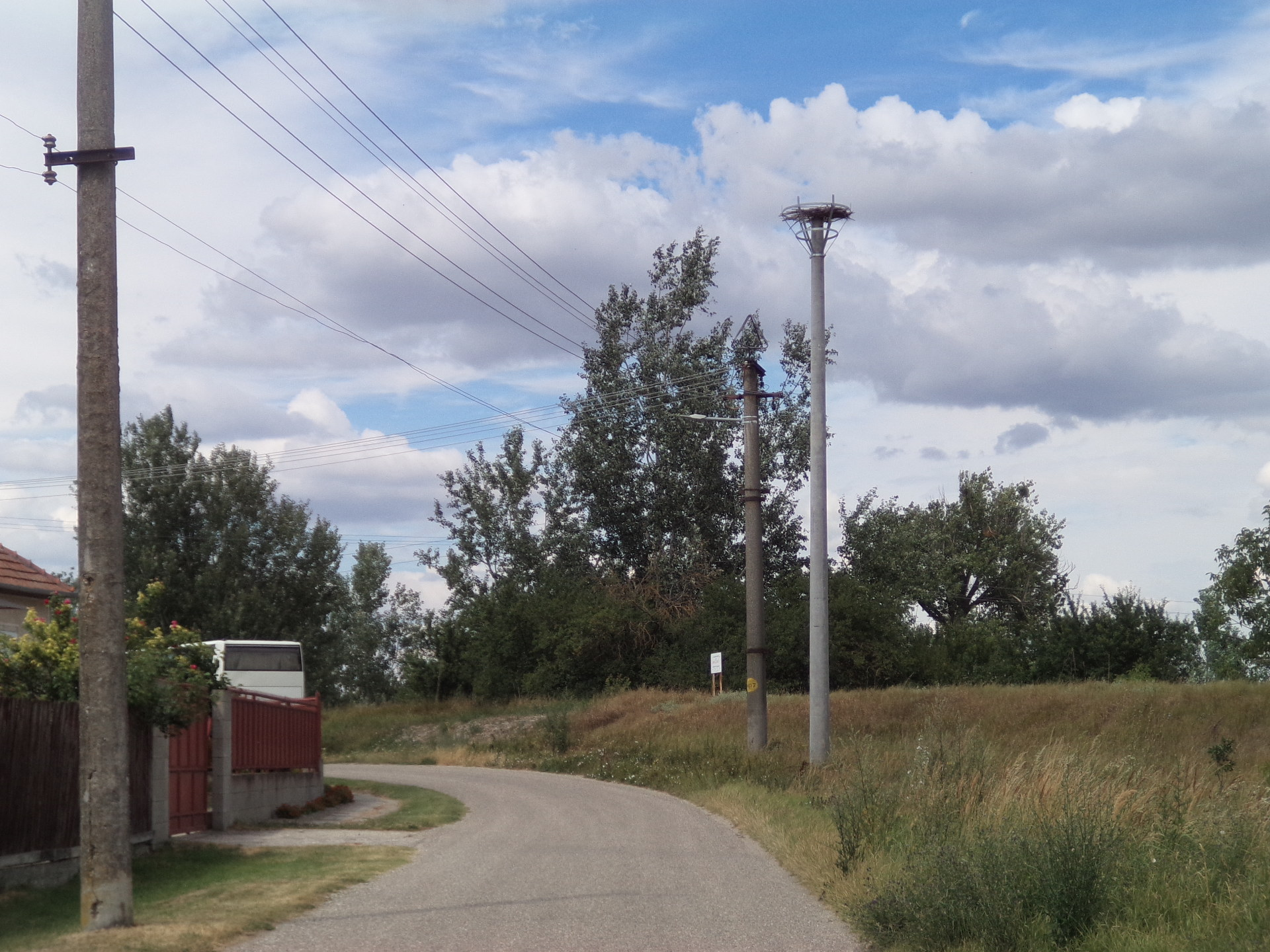
2020
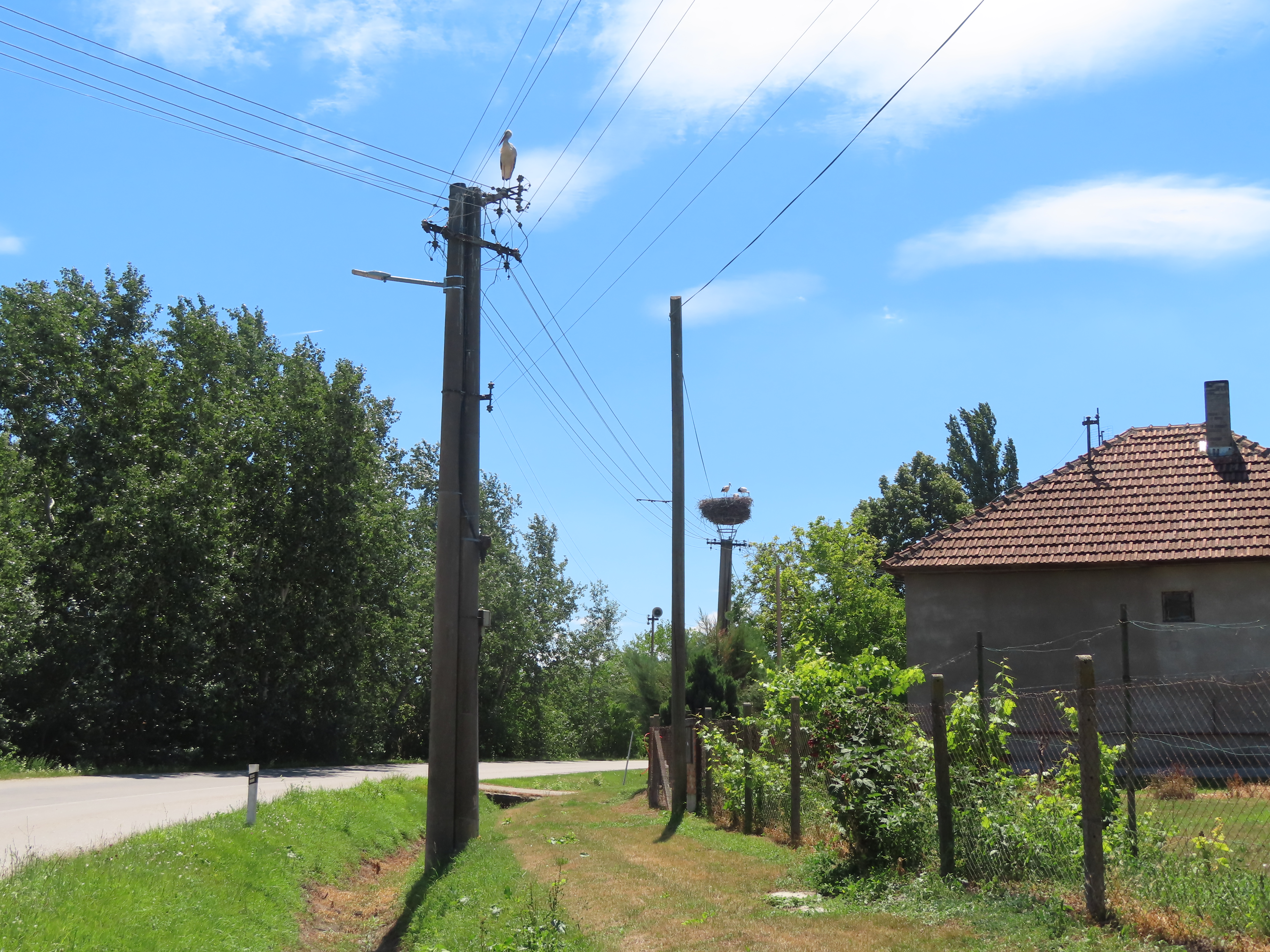
2022
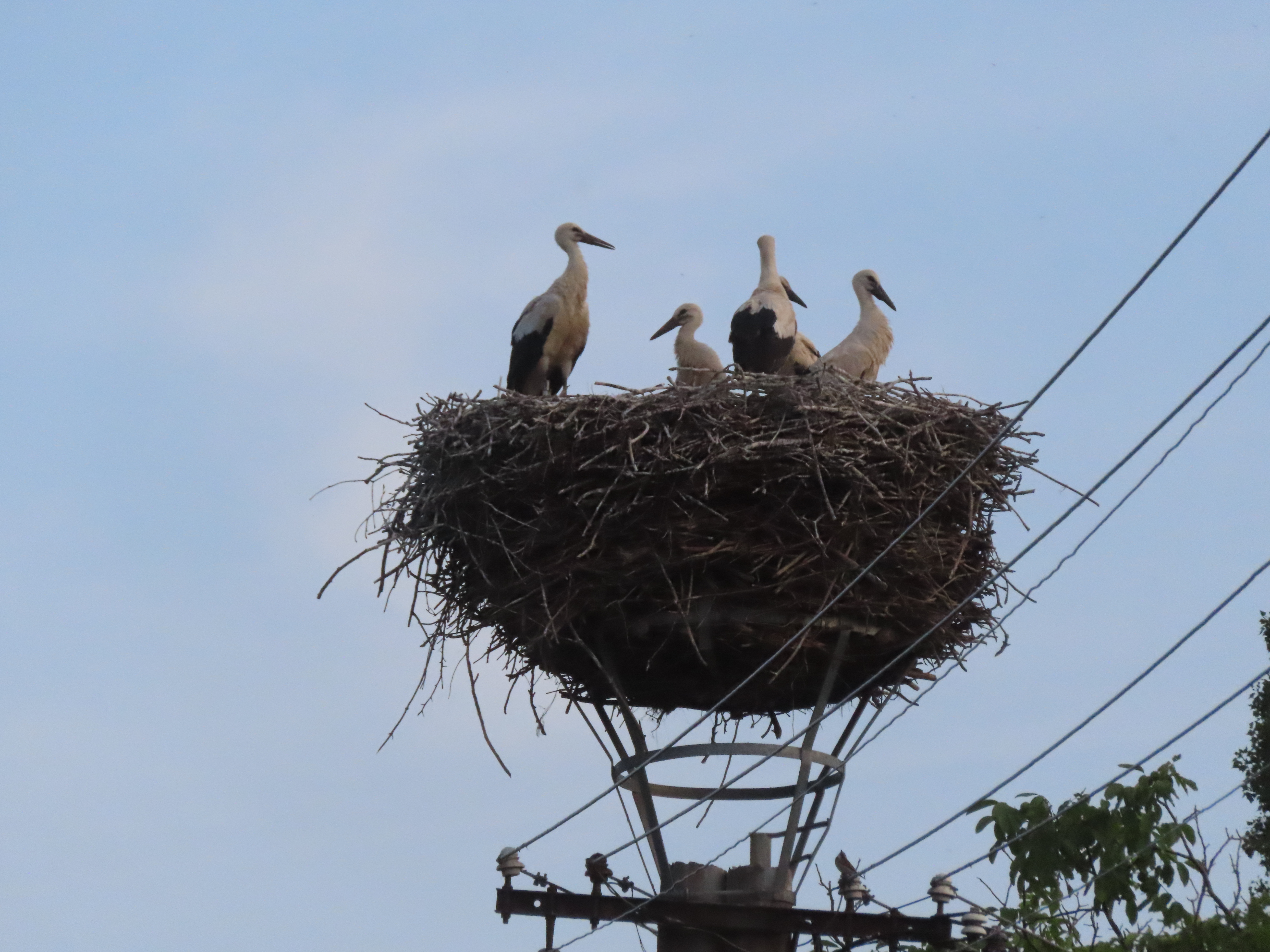
2024

Nemesócsán már 1934-ben, 1954-ben és 1984-ben is számbavették a gólyafészkeket. Mindhárom alkalommal egy gólyafészket vettek nyilvántartásba. Jelenleg két gólyafészket tartanak nyilván, de eddig csak az egyikben költöttek. Az egyikben 2011-ben 4, 2012-ben 2, 2013-ban 3, 2014-ben 4, 2015-ben 2, 2016-ben 4, 2017-2019 között 3, 2020-2021-ben 4, 2022-ben 3 fiókát, 2023-ban nem volt fióka, 2024-ben 5, 2025-ben 4 fiókát számoltak össze.

## Története
A falu környékéről kelta kori leletek származnak. Területén római pénz is előkerült, valamint feltételezhetően innét származik egy Ámor szobrocska a győri múzeum gyűjteményében. Végh Adorján kertjében (a falu DK-i részén) az 1870-80-as éveiben 9 csontvázas sírt találtak a 10. századi magyarság tárgyi emlékanyagával (arany fülbevalók, bronz S-végű hajkarikák, karperec, nyakperec, gomb, szablya, kopja, csont íjlemezek, nyílhegyek, Berengár (888-924) dénárja). 10. századból származik a magángyűjteménybe került palmettákkal díszített szíjvég is. Valószínűleg az 1930-as években is 10. századi sírokat bolygattak meg. 1977-ben a Töröm-pusztai tejüzem építésekor, terepbejárás alkalmával középkori leletek is előkerültek. A komáromi Duna Menti Múzeumba két 10-11. századra keltezett edény és egyéb cseréptöredékek kerültek be. Ezen kívül 3 csontvázas sírt találtak mellékletek nélkül.
1264-ben[forrás?] Oucha néven említik először. Az oklevél szerint királyi udvarnokok faluja volt. A falu több kisebb településből, majorból alakult ki. Legrégebbi része Pusztaócsa (Pustá Olča), ahol honfoglalás kori sírokra bukkantak. A község a középkorban a pannonhalmi apátság birtoka volt, majd később több kisnemesi (főként református) család élt itt, innen a nemes előtag a falu nevében. Közülük a legjelentősebbek a Kánya és a gróf Cseszneky családok voltak. A község határában levő dűlőnevek, Pusztalögér (1297) vagy a Faluhely-dűlő nevében az egykori Samud (1298) elpusztult település nevét őrzik.
1849 augusztusában a visszavonuló forradalmi hadsereg rövid ideig itt táborozott. 1894-ben egy hatalmas tűzvészben majdnem az egész falu elpusztult. A földműveléssel, állattenyésztéssel és szőlőtermesztéssel foglalkozó faluban a 19. században szeszgyár, tejüzem, téglagyár és kavicsbánya is működött.
Fényes Elek szerint "Nemes-Olcsa, magyar falu, Komárom vmegyében, határos Nagy-Tany, Ekel, Nagy-Keszi, Marokháza, Kis-Tany falukkal és pusztákkal. Kiterjedése 5327 hold, mellynek 1/3-ad része szántóföld és szőlő, 1/3-da kaszáló, 1/3-da legelő. Földe csak kis részben homok, általában porhanyós fekete agyag, melly minden gabonanemet jól megterem. Szőlőskertében csak középszámitással évenkint 350 akó bor szüretik. Ezen kivül vannak itt számos akáczfa-ültetvények és szép gyümölcsösök. – Ellenben határában mocsaras tavak, ezek feles számmal találtatnak. – A szarvasmarha-, ló-, juh- és sertéstenyésztés virágzó karban áll. F. u. 470 kath., 832 ref., és 39 zsidó lak. Ref. anyatemplommal. Nemes-Olcsa több határokból, u. m. Nemes- és Puszta-Olcsa, Vöstű összeolvadt közbirtokosság, a következő nemes családokkal: Galambos, Szelle, Szarka, Csorba, Végh, Laky, Nagy, Vass, Baranyay, Csepy, Gerdenics, Pázmány, Magyary, Szüllő.
" 
1918-ig Komárom vármegye Csallóközi járásának székhelye volt.

## Népessége
| Év:            | 1994. | 2004.   | 2014.   | 2024.   |
| -------------- | ----- | ------- | ------- | ------- |
| Emberek száma: | 2614  | 2598    | 2362    | 2248    |
| Eltérés:       |       | -0,61 % | -9,08 % | -4,82 % |

| Év:            | 2023. | 2024.   |
| -------------- | ----- | ------- |
| Emberek száma: | 2257  | 2248    |
| Eltérés:       |       | -0,39 % |

1910-ben 1782, túlnyomórészt magyar anyanyelvű lakosa volt.
2001-ben 2627 lakosából 2358 magyar és 234 szlovák volt.
2011-ben 2462 lakosából 2014 magyar és 372 szlovák volt.
2021-ben 2317 lakosából 1865 (+33) magyar, 260 (+37) szlovák, 1 (+5) cigány, 1 ruszin, 17 (+1) egyéb és 173 ismeretlen nemzetiségű volt.

## Oktatás, egészségügy
A faluban magyar és szlovák nyelvű alapiskola, speciális és művészeti iskola, valamint óvoda is működik. A községben háziorvosi ellátás működik, 2006 óta gyorsmentőállomása is van Nemesócsának.

## Néprajza
Manga János is gyűjtött népdalokat a faluból.

## Gazdaság
A mezőgazdasági szövetkezet (1995 óta Megart Rt. néven) ma is működik, 2006-ban 1540 hektáron gazdálkodott. A falu Tany felé eső végén fűrésztelep és parkettagyár működik, a régi hengermalom ma is üzemel.

## Neves személyek
- Laky Gábor (1765-1848) táblabíró, országgyűlési követ, városi tanácsos
- Végh Adorján (1848-1899) földbirtokos, amatőr régész
- Laky Zoltán (1925-) magyar katonatiszt, pszichológus, pedagógus
- Juraj Žudel (1929-2009) földrajz-professzor, a Szlovák Tudományos Akadémia Földrajzi Intézetének munkatársa
- Vida József (1945) egri fizikatanár, az Eszterházy Károly Főiskola fizika tanszékének oktatója
- Itt született Galambos László (1860-1942) református lelkész.[20]
- Itt született Korbuly György (1903-1981) magyar orvos, szülész-nőgyógyász, orvostörténész.

## Nevezetességei
- Református temploma a 18. században épült későbarokk stílusban, 1924-ben belsejét átalakították és tornyát helyreállították. A templomban egy brassói ötvös munkáját, a korábban a komáromfüssi templomban levő 1527-ben készült aranykelyhet őriznek.
- A parókia épülete klasszicista stílusban épült a 19. század elején. Fal köti össze a templommal.
- A falunak római katolikus kápolnája is van, melynek berendezése 20. századi. Eredetileg iskolának épült a 19. században.
- A 19. századból fennmaradt néhány nádfedeles vályogház.
- A régi nemesi kúriák közül az egykori Holczer-ház (ma: nyugdíjasklub) a legértékesebb. A park egy része is fennmaradt.
- A kistanyi erdő az egykori Duna-menti őserdő maradványa. A falu keleti részén egy védelmet élvező évszázados tölgyfa is található.
- A ma is működő hengermalmot 1910-ben építtette Holczer Adolf, az 1930-as tűzvész után átalakították.

### Emlékművek
- Az első világháború áldozatainak emlékművét (tetején oroszlánnal) a két világháború közötti időszakban állították.
- Második világháborús emlékmű.
- A község címerét ábrázoló emlékmű a falu központjában található parkban.
- A parkban található kopjafát 1998-ban állították.
- Az alapiskola udvarán álló kopjafát 2004-ben állították.

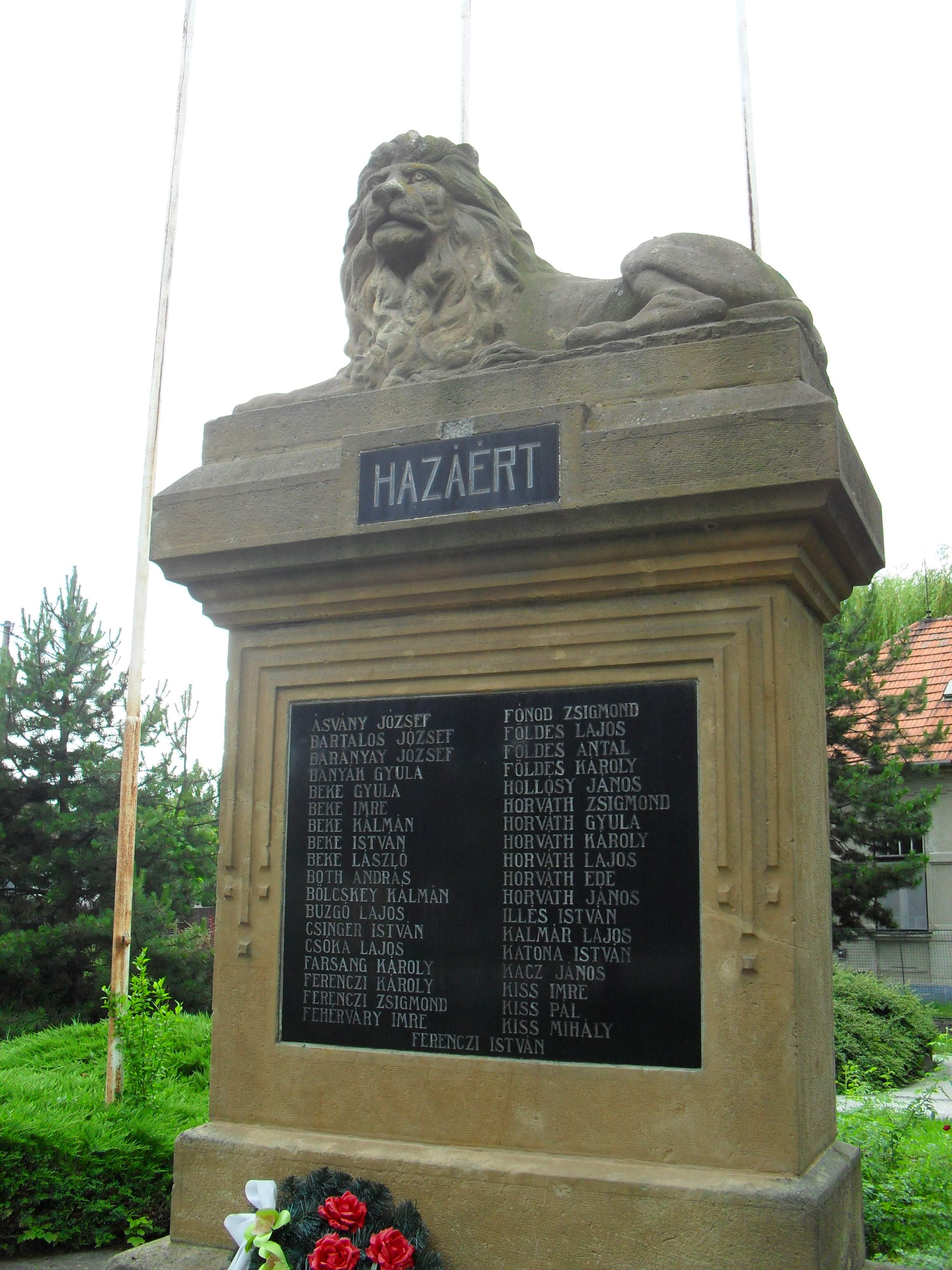
Első világháborús emlékmű
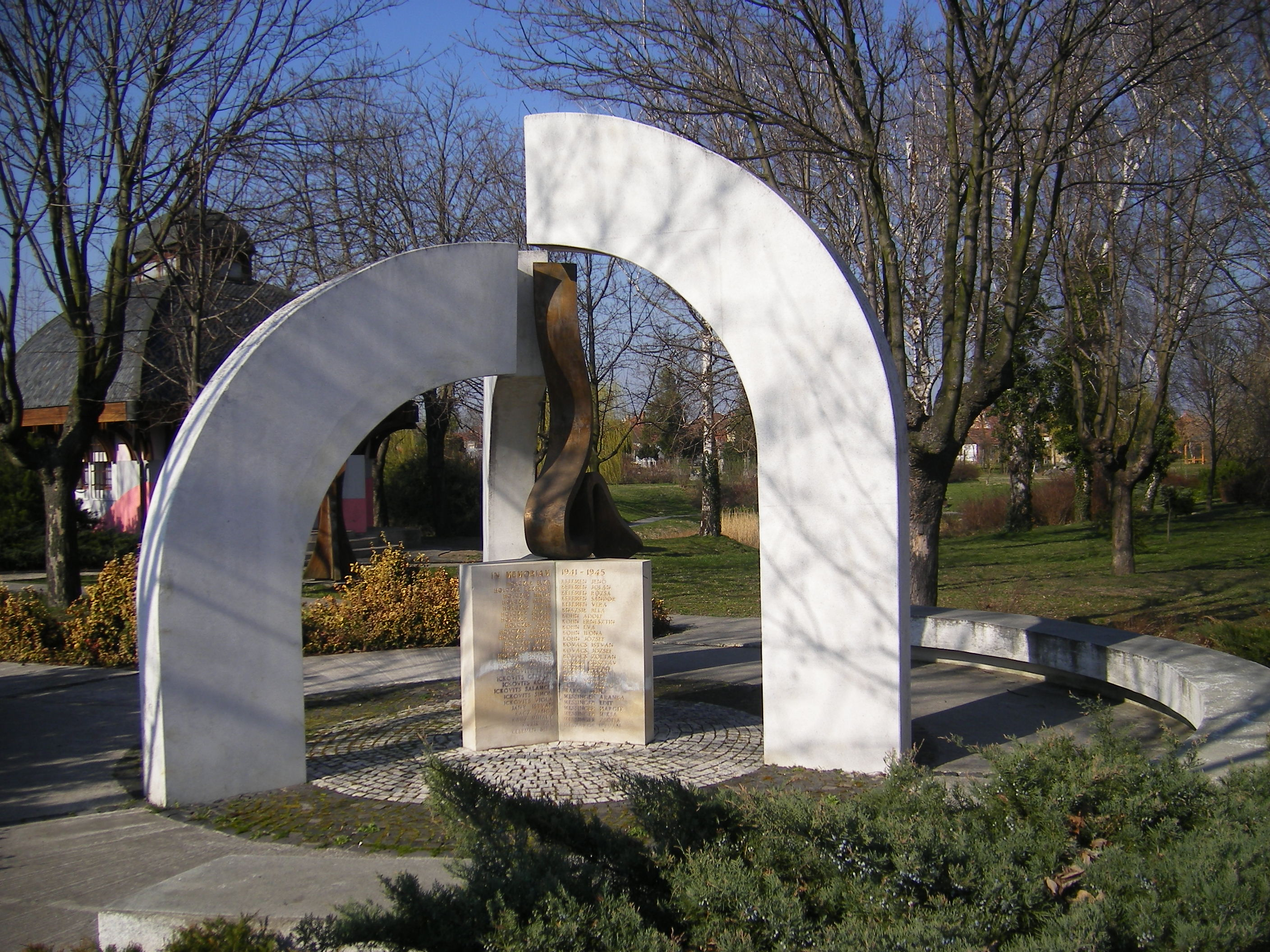
Második világháborús emlékmű
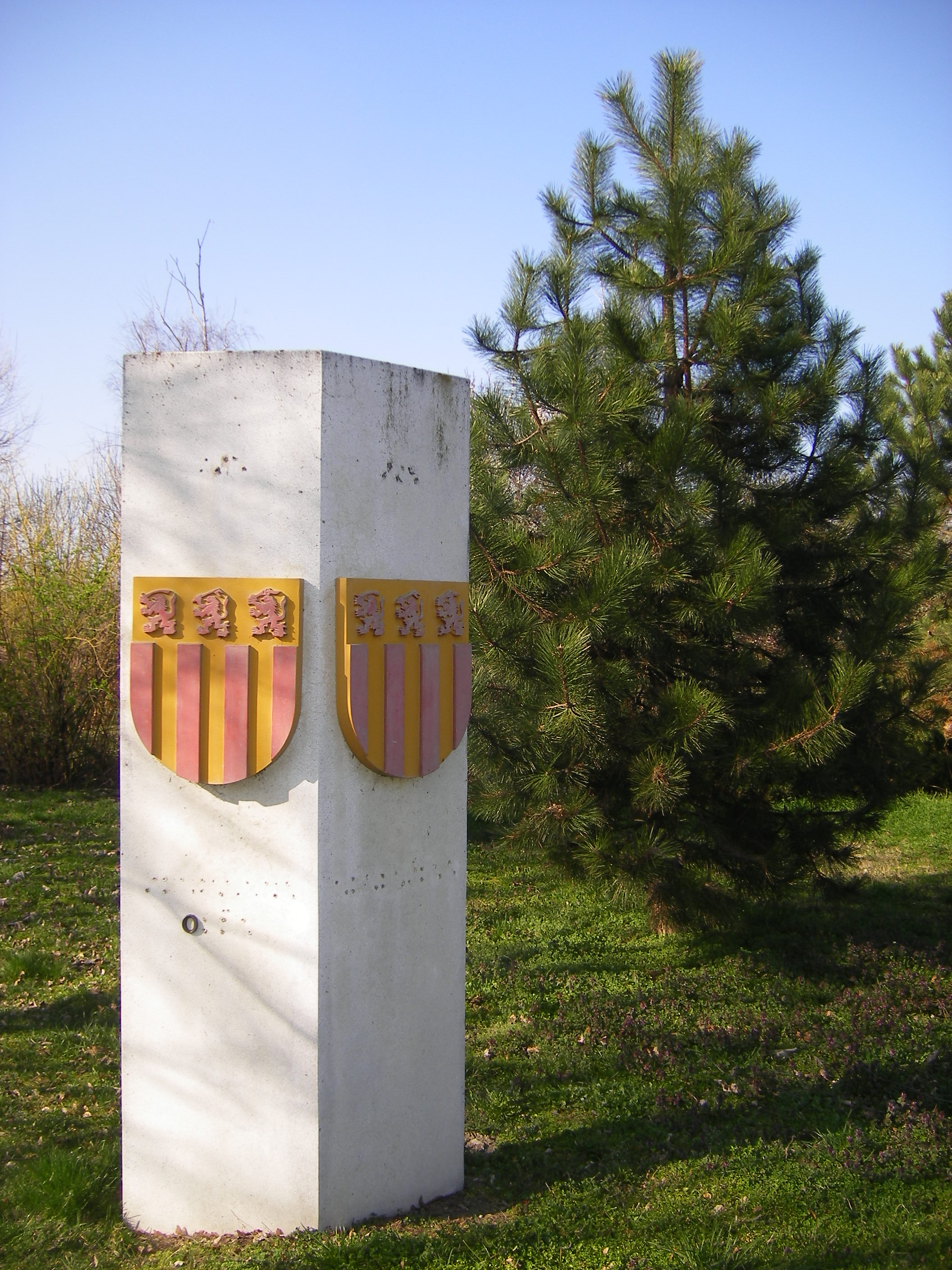
Címeres emlékmű
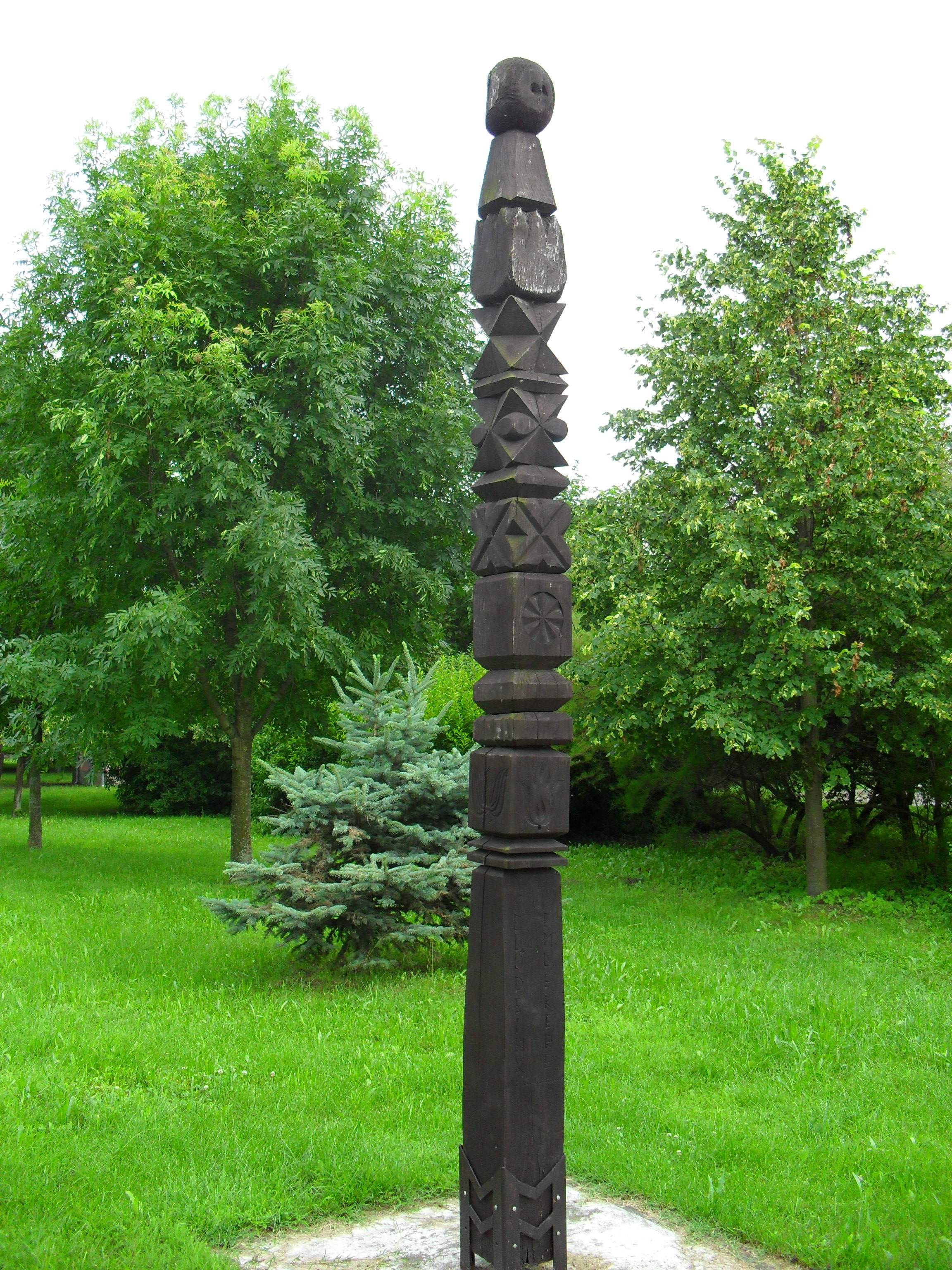
Kopjafa (1998)
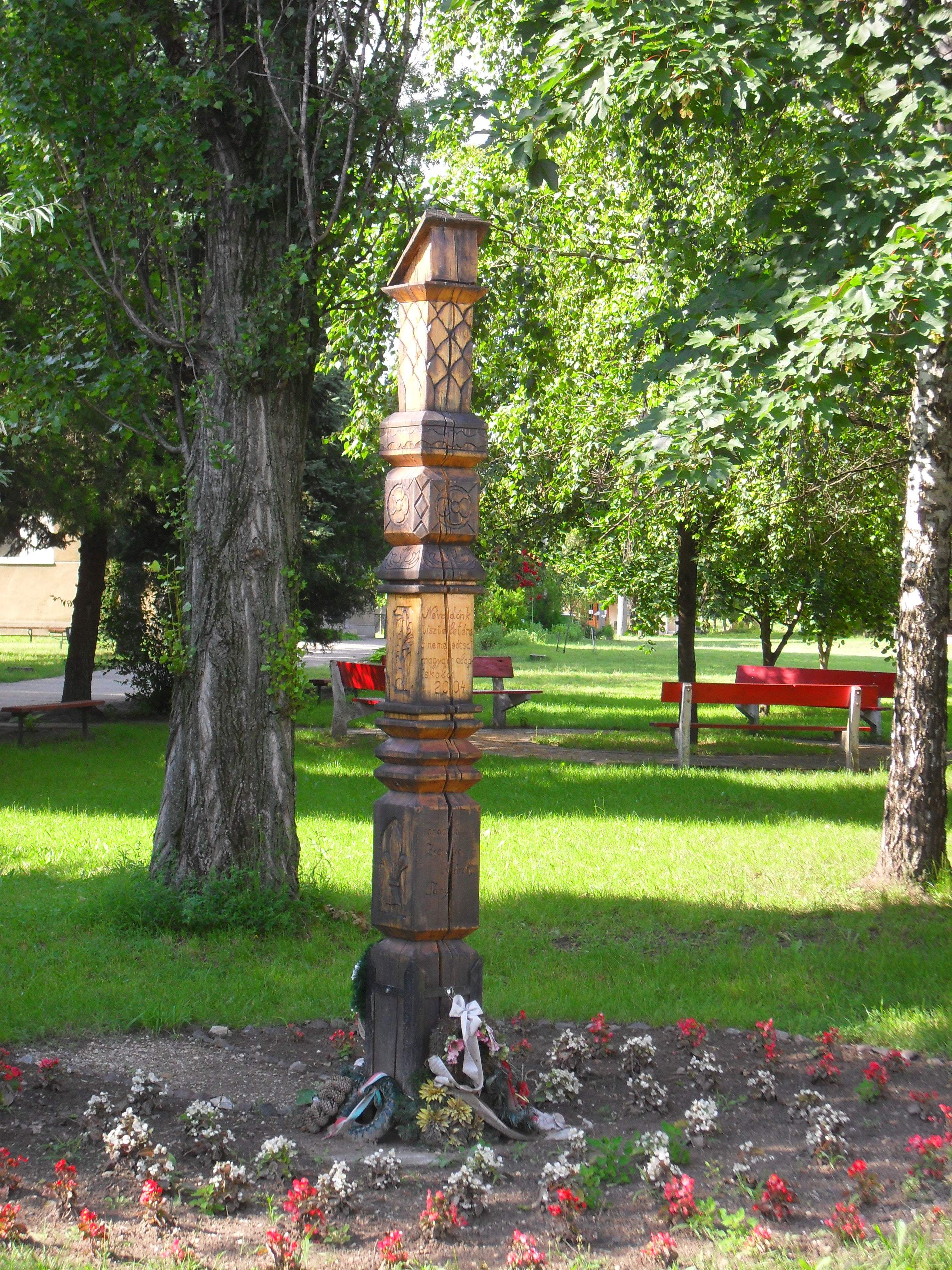
Kopjafa (2004)

### Szakrális kisemlékek

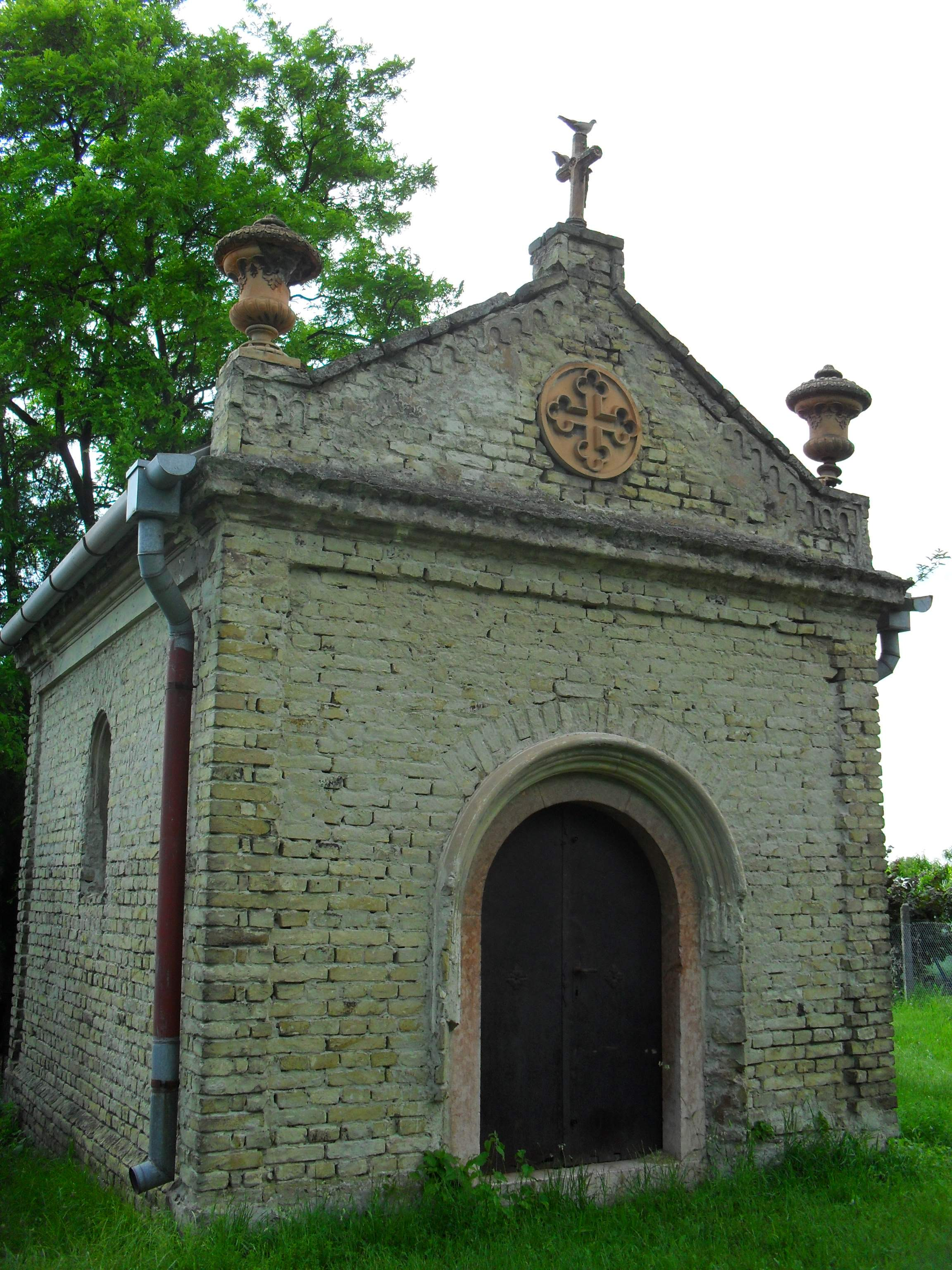
A Galambos-család temetői kápolnája
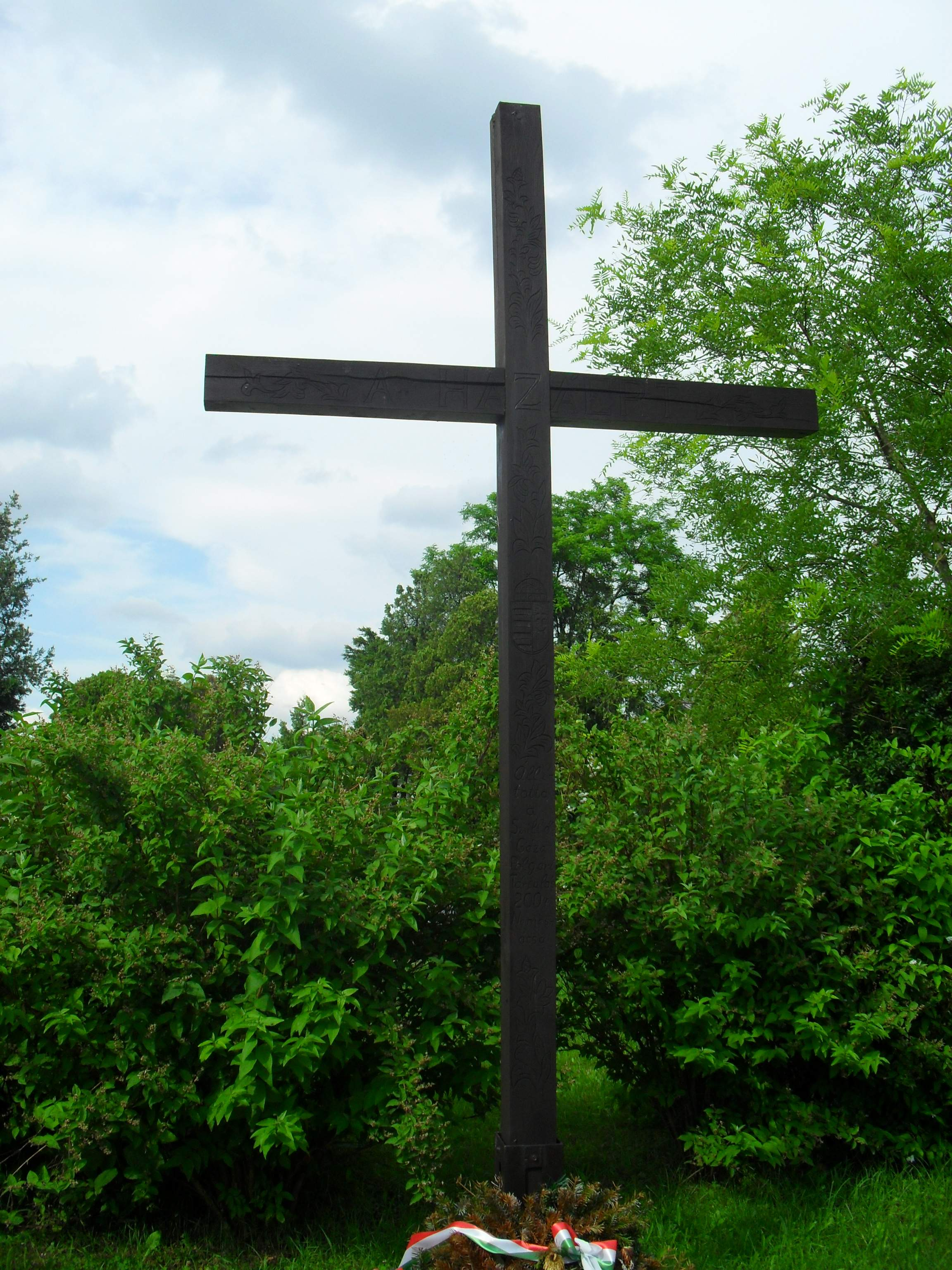
Emlékkereszt
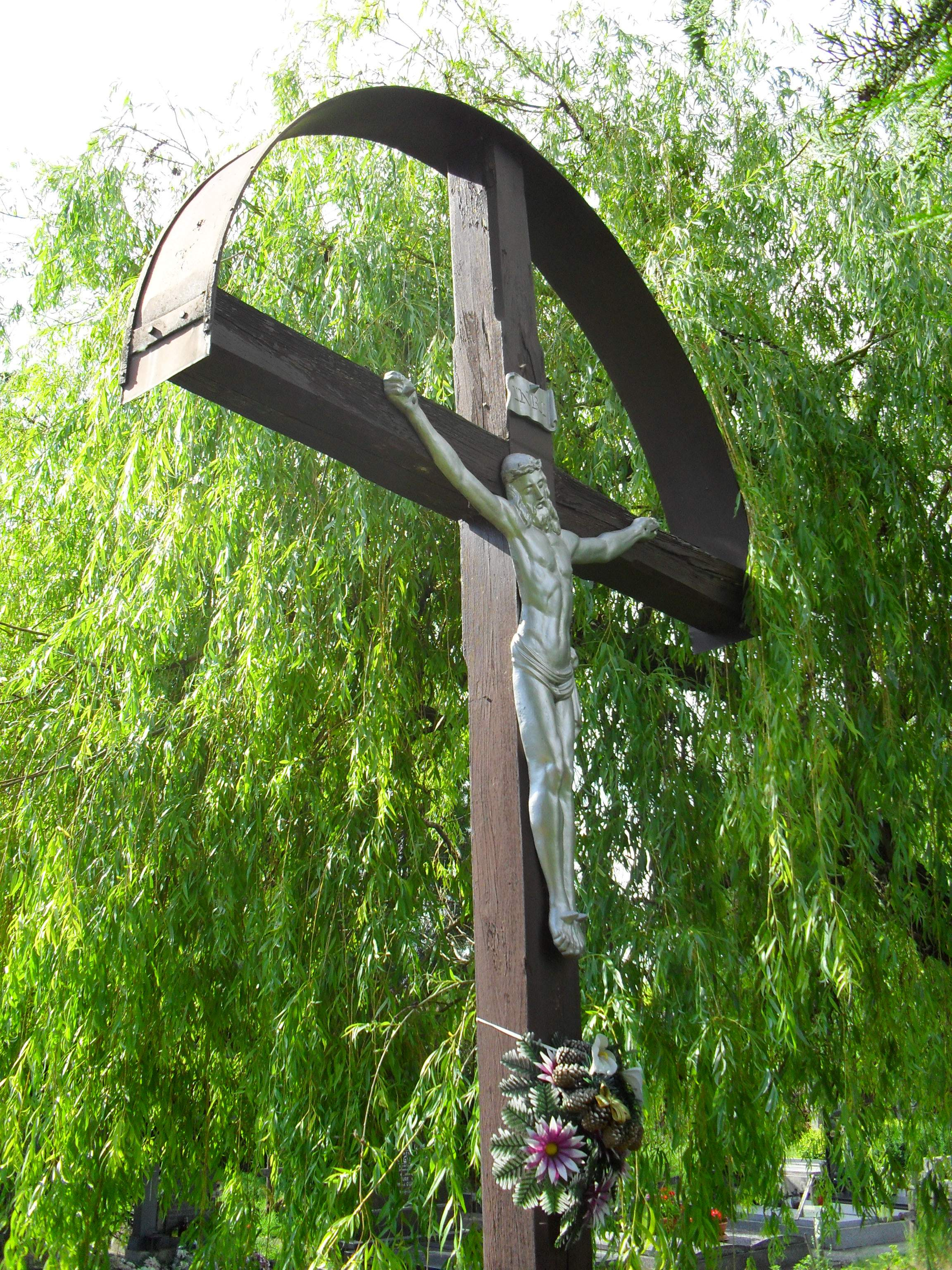
Temetői nagykereszt

- A régi katolikus temetőben található kápolna eredetileg romantikus stílusban épült a Galambos-család[21] sírkápolnájának a 19. század második felében.
- A Hösök terén kialakított parkban álló emlékkeresztet 2004-ben állította a Szüllő Géza Polgári Társulás.
- A régi katolikus temetőben fából készült nagykereszt található.

## Képtár

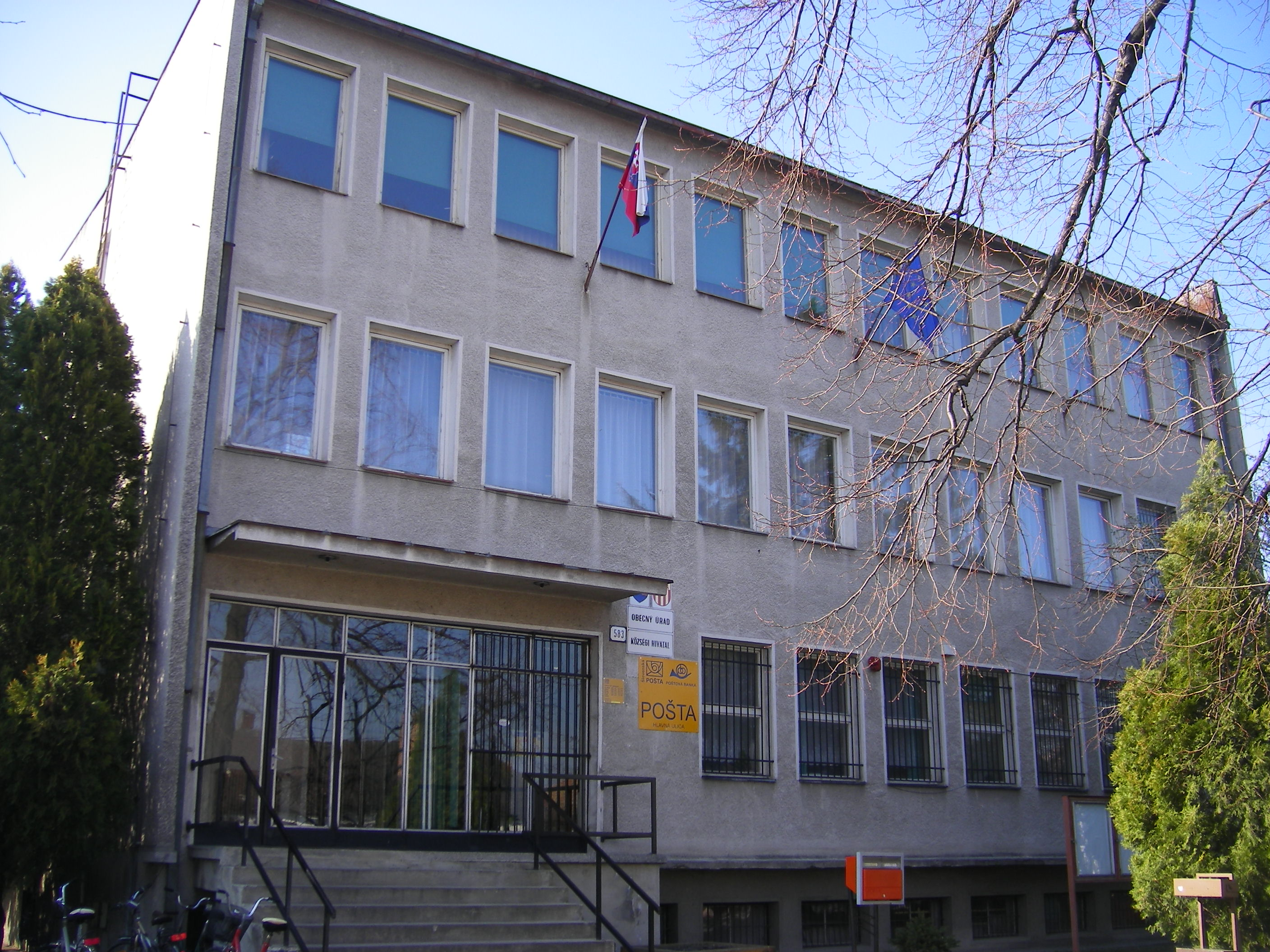
Községháza
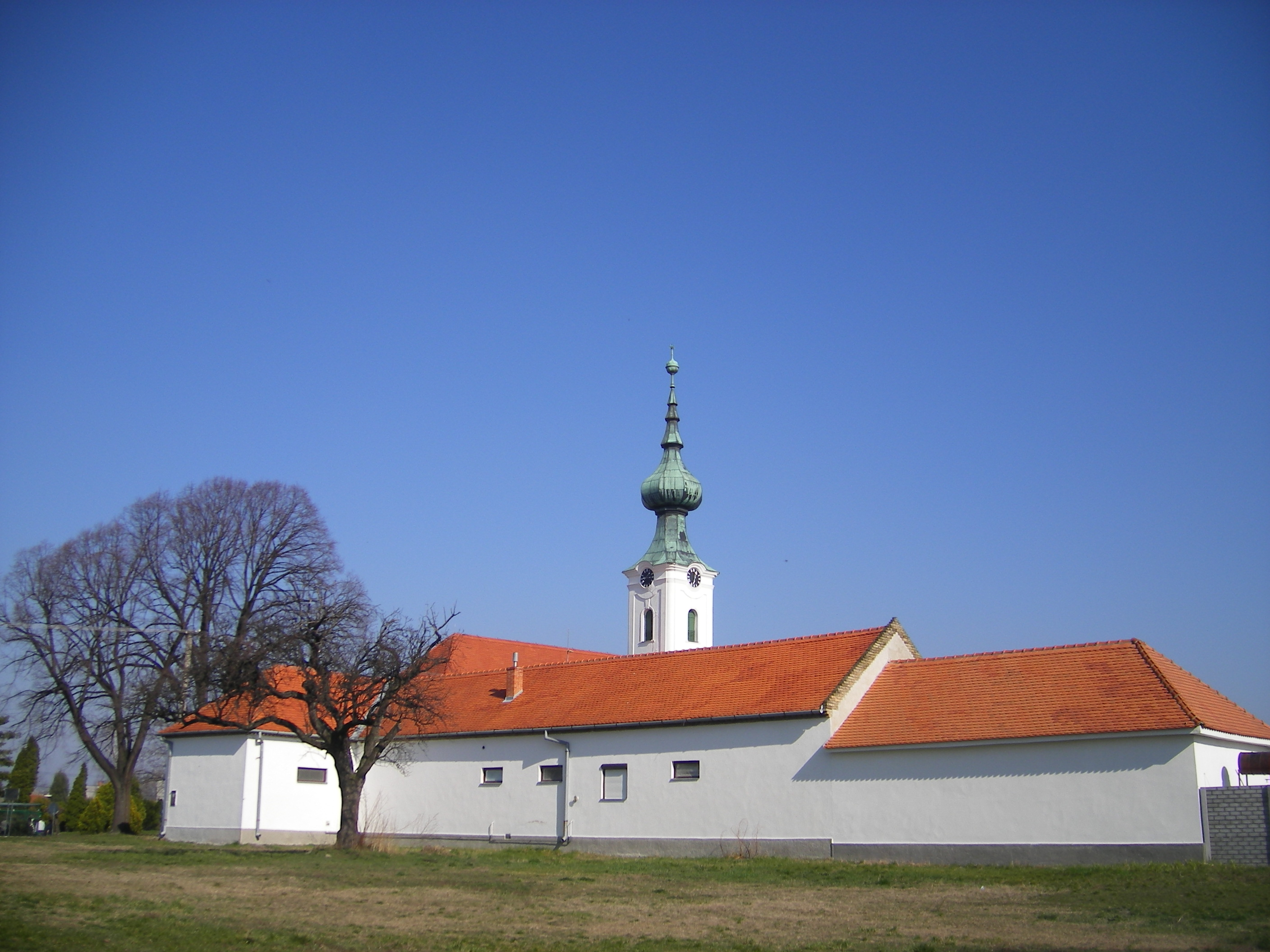
Református templom
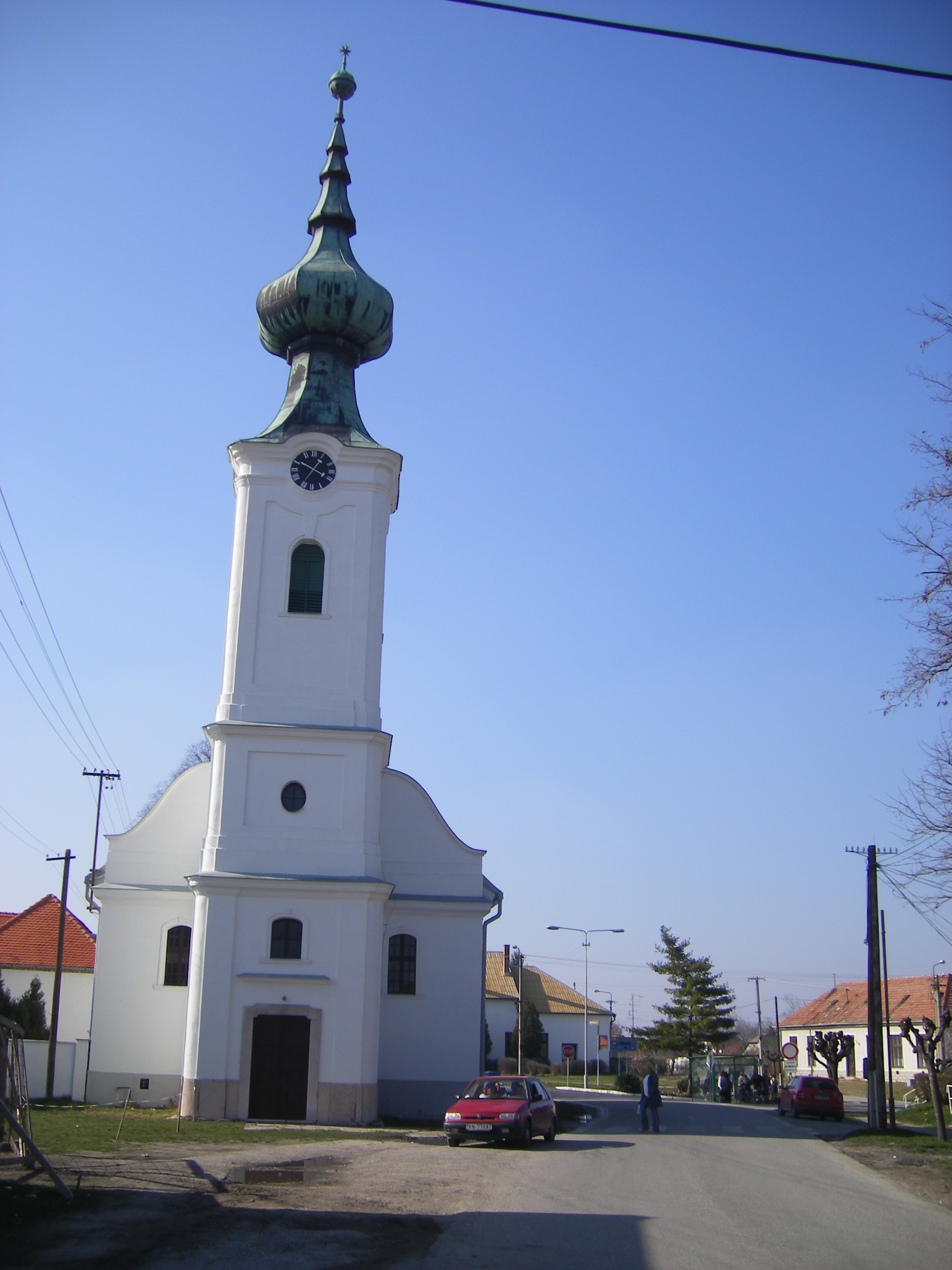
Református templom
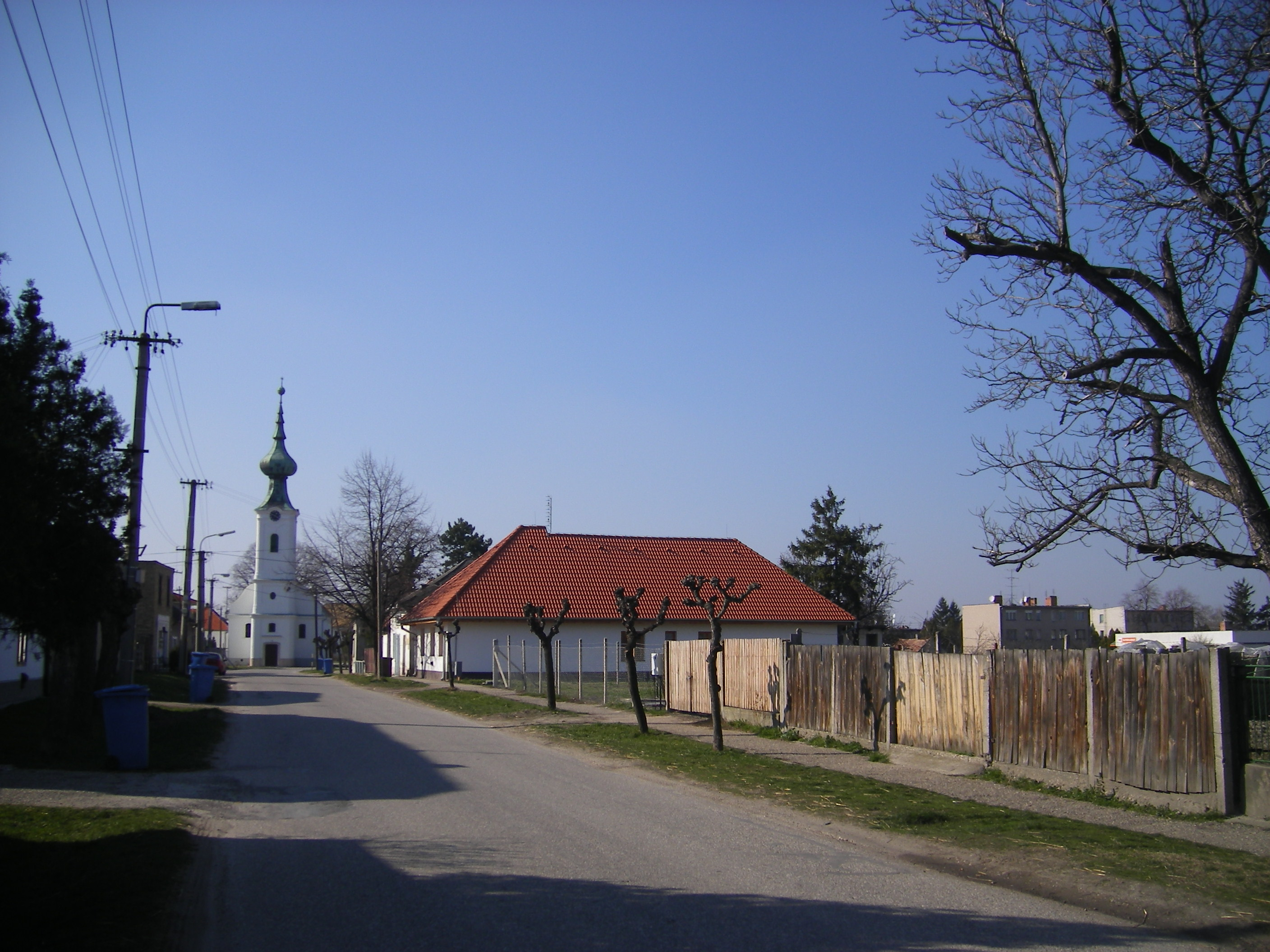
Utcakép a református templommal
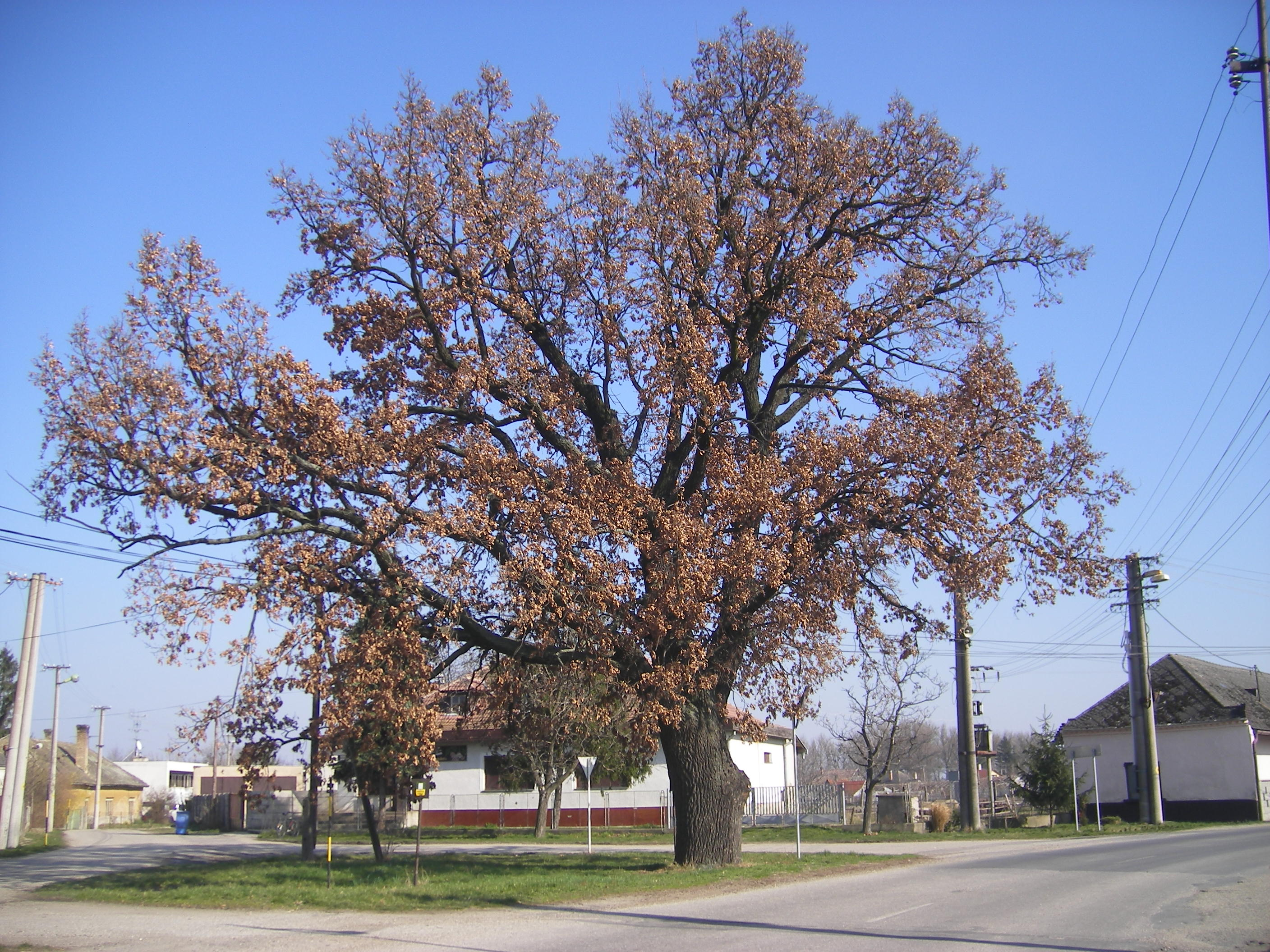
Évszázados védett tölgyfa Nemesócsán
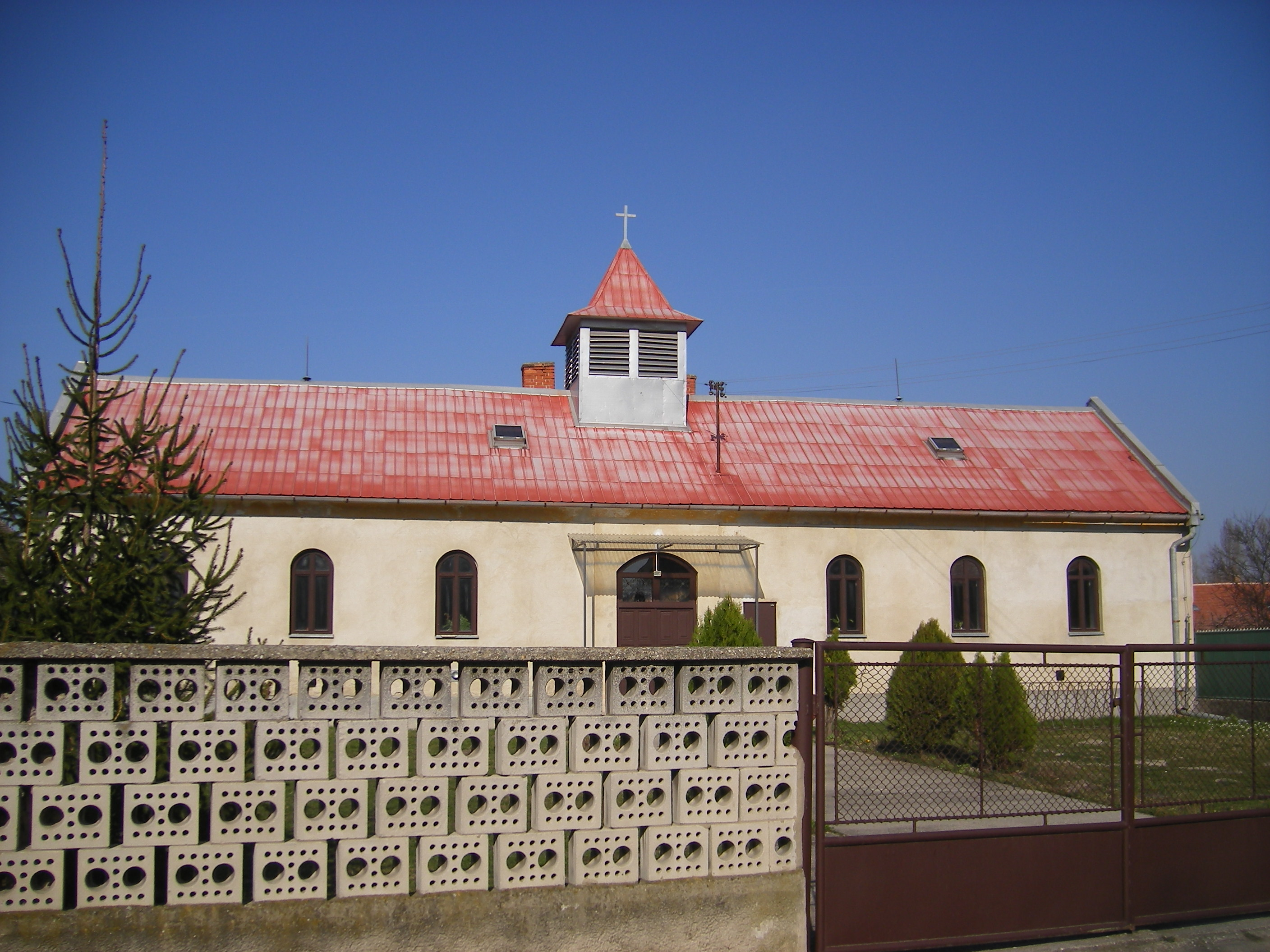
Katolikus kápolna
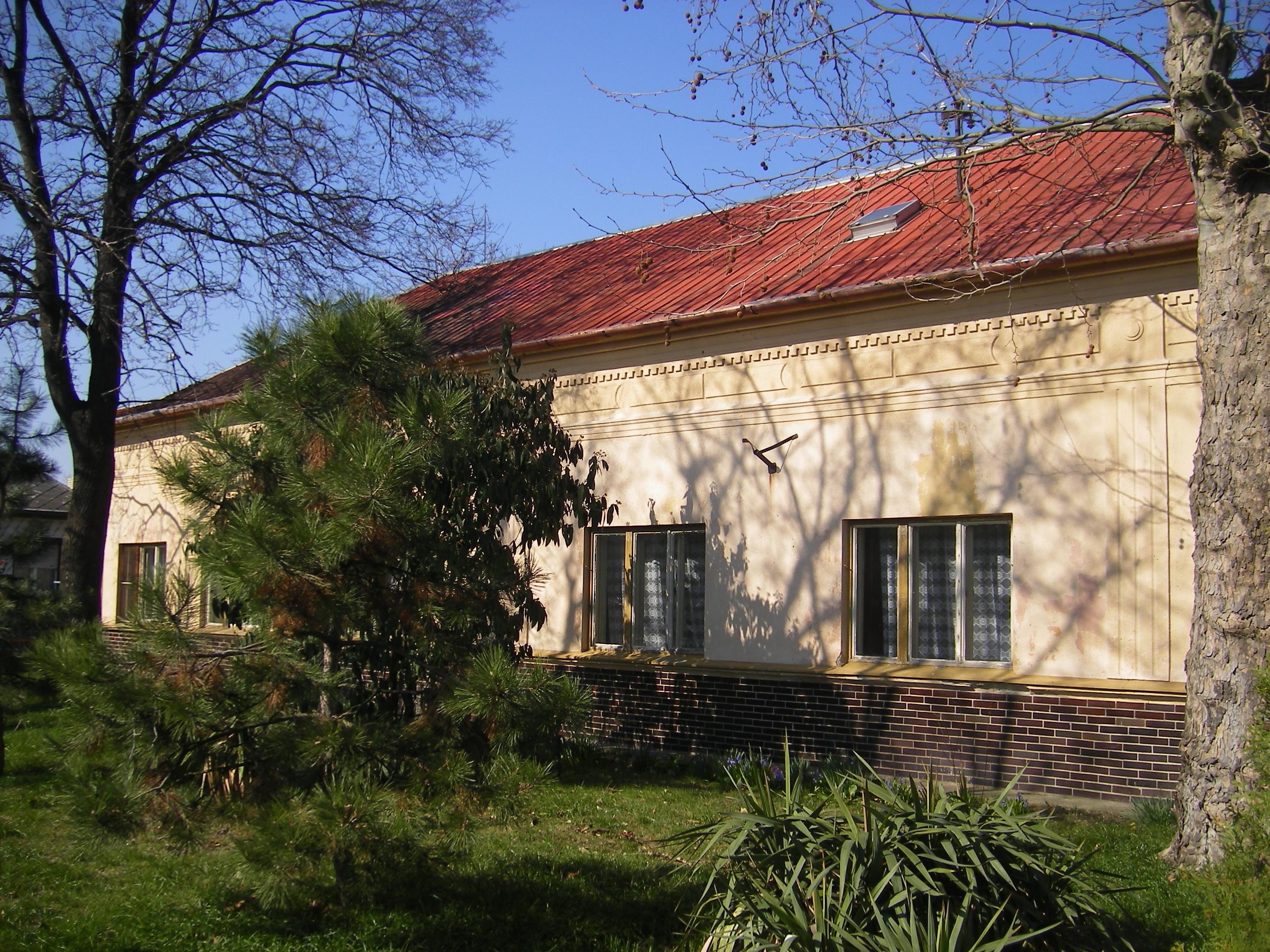
Az egykori Holczer-kúria
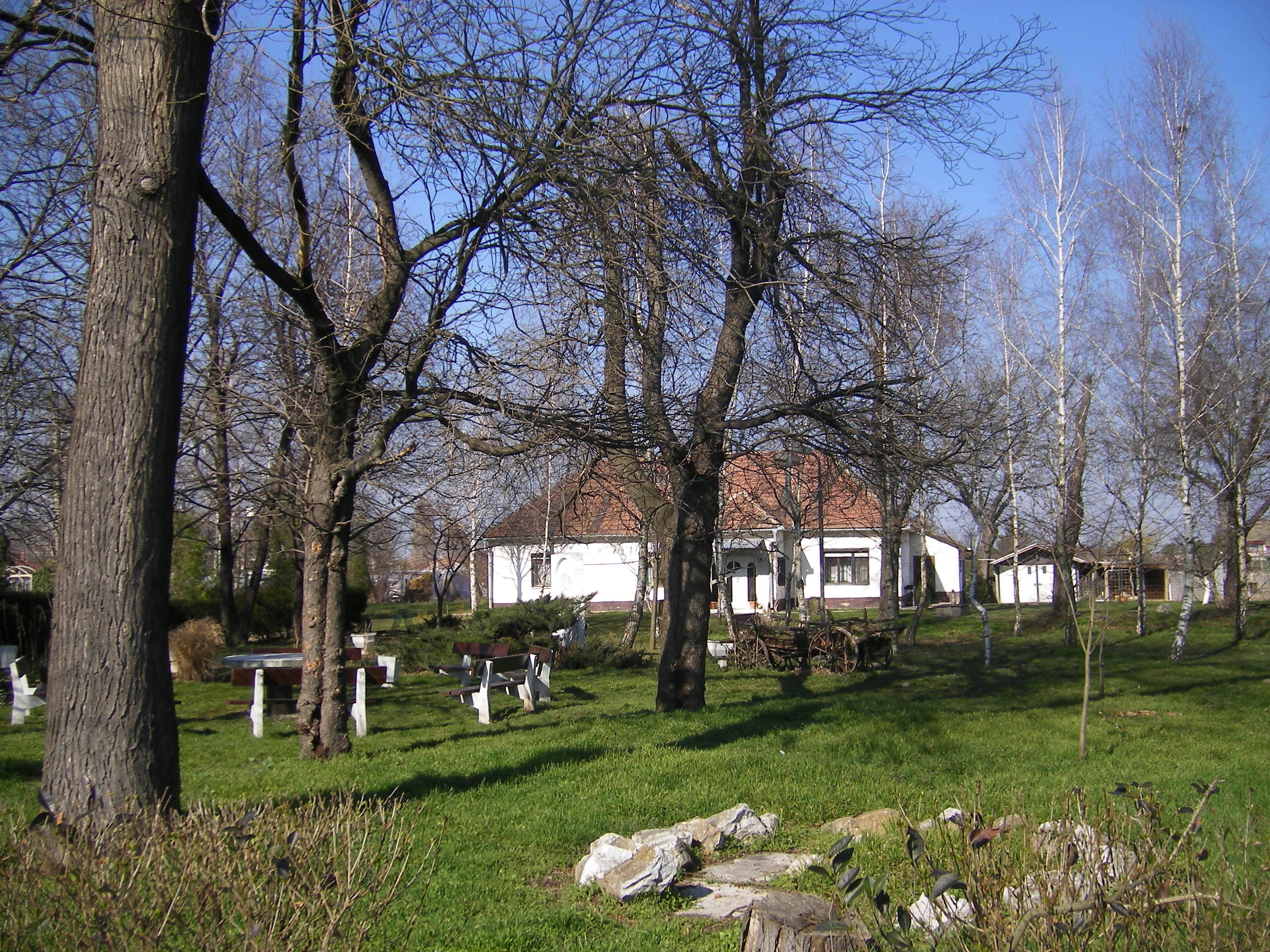
Az egykori Holczer-kúria kertje
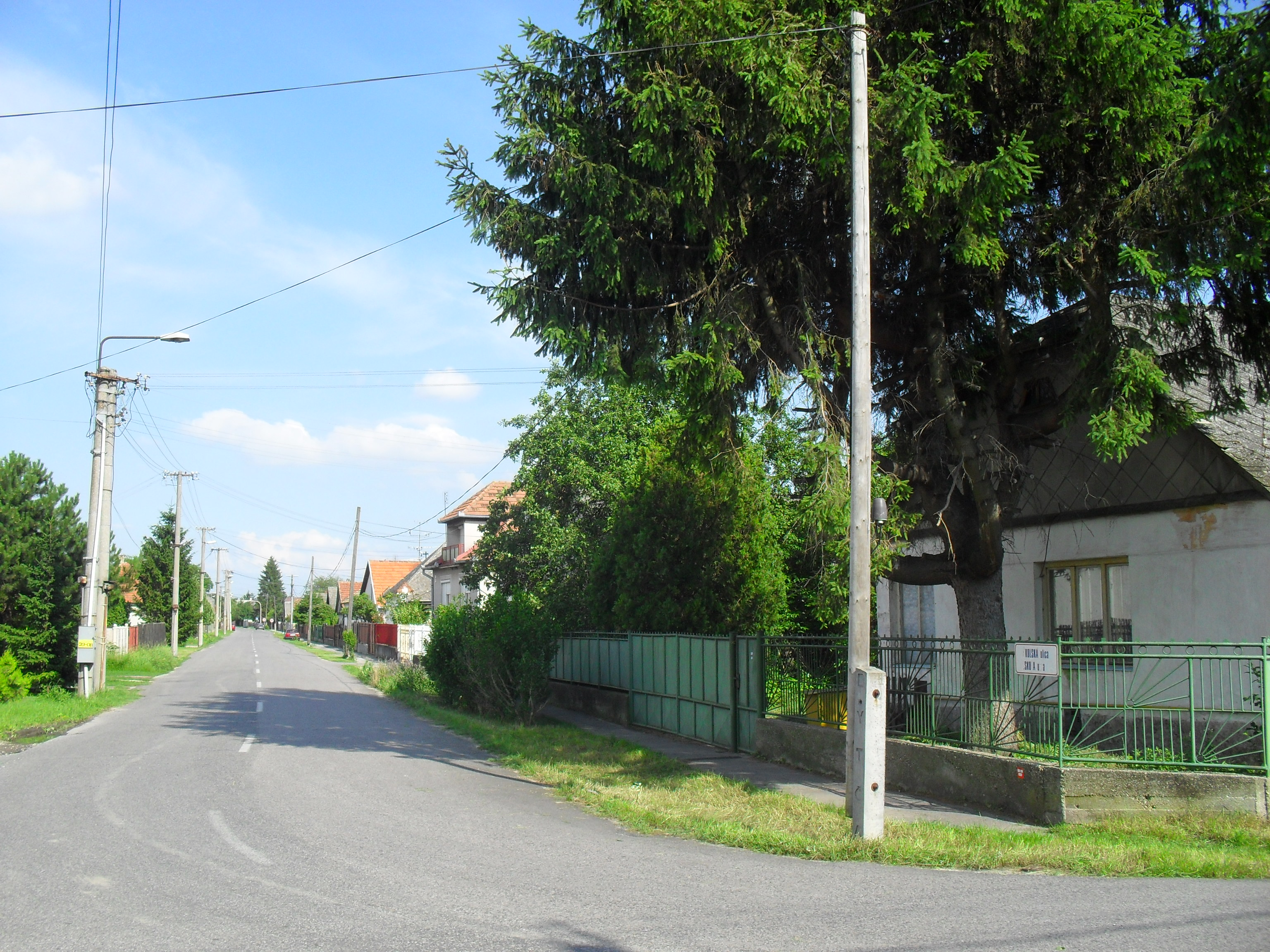
Nemesócsai utcakép
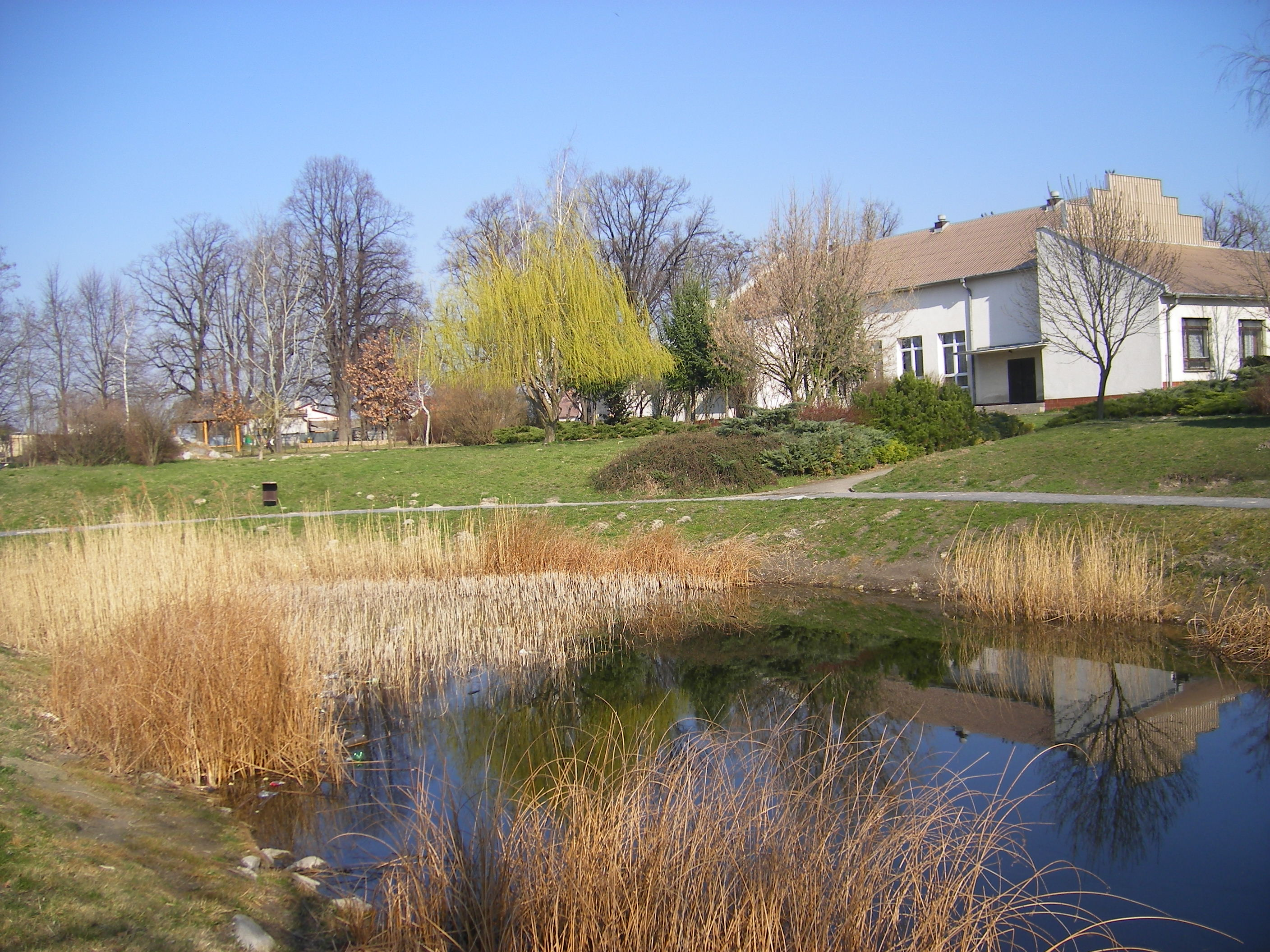
Park a faluközpontban
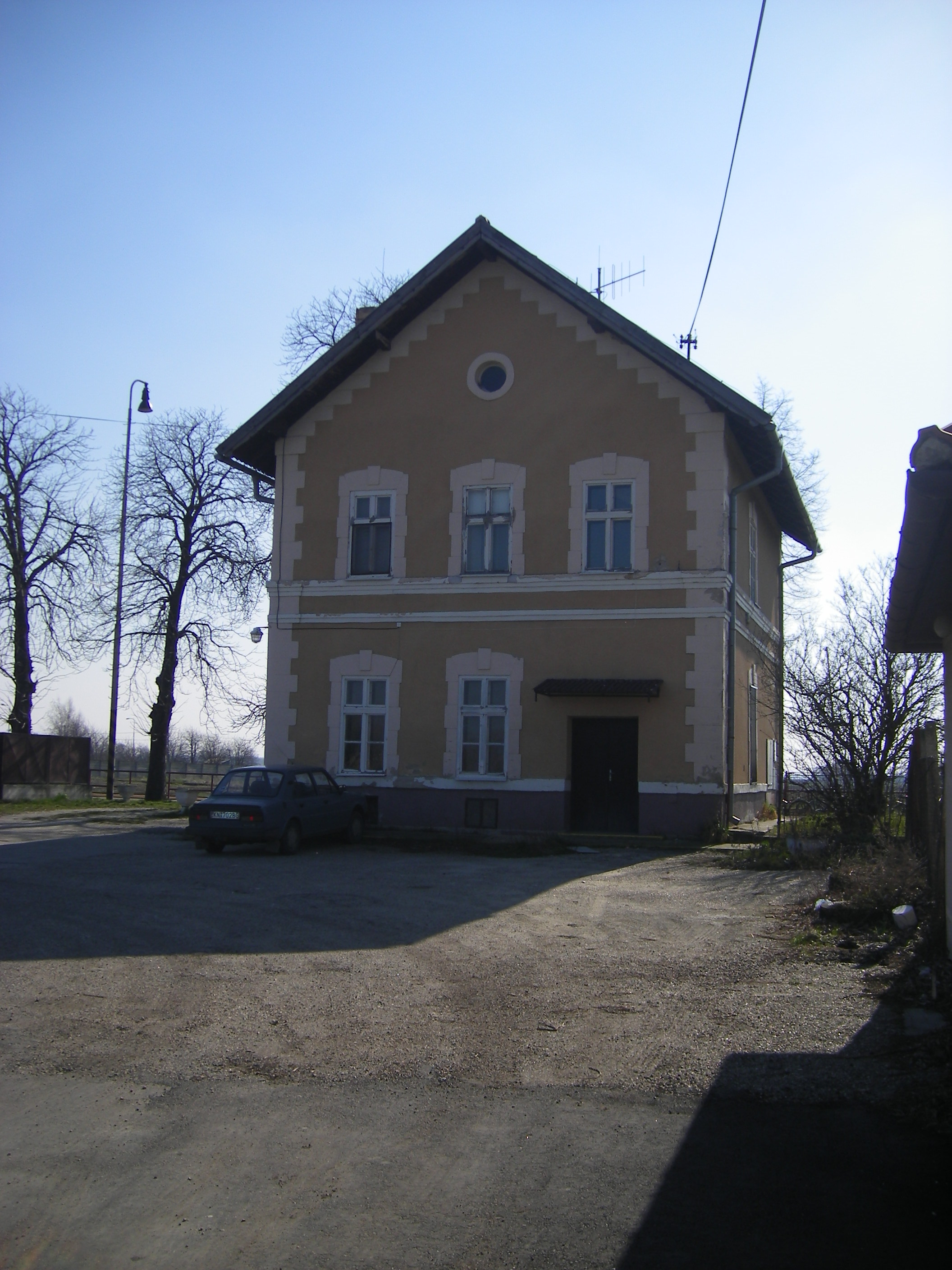
Vasútállomás
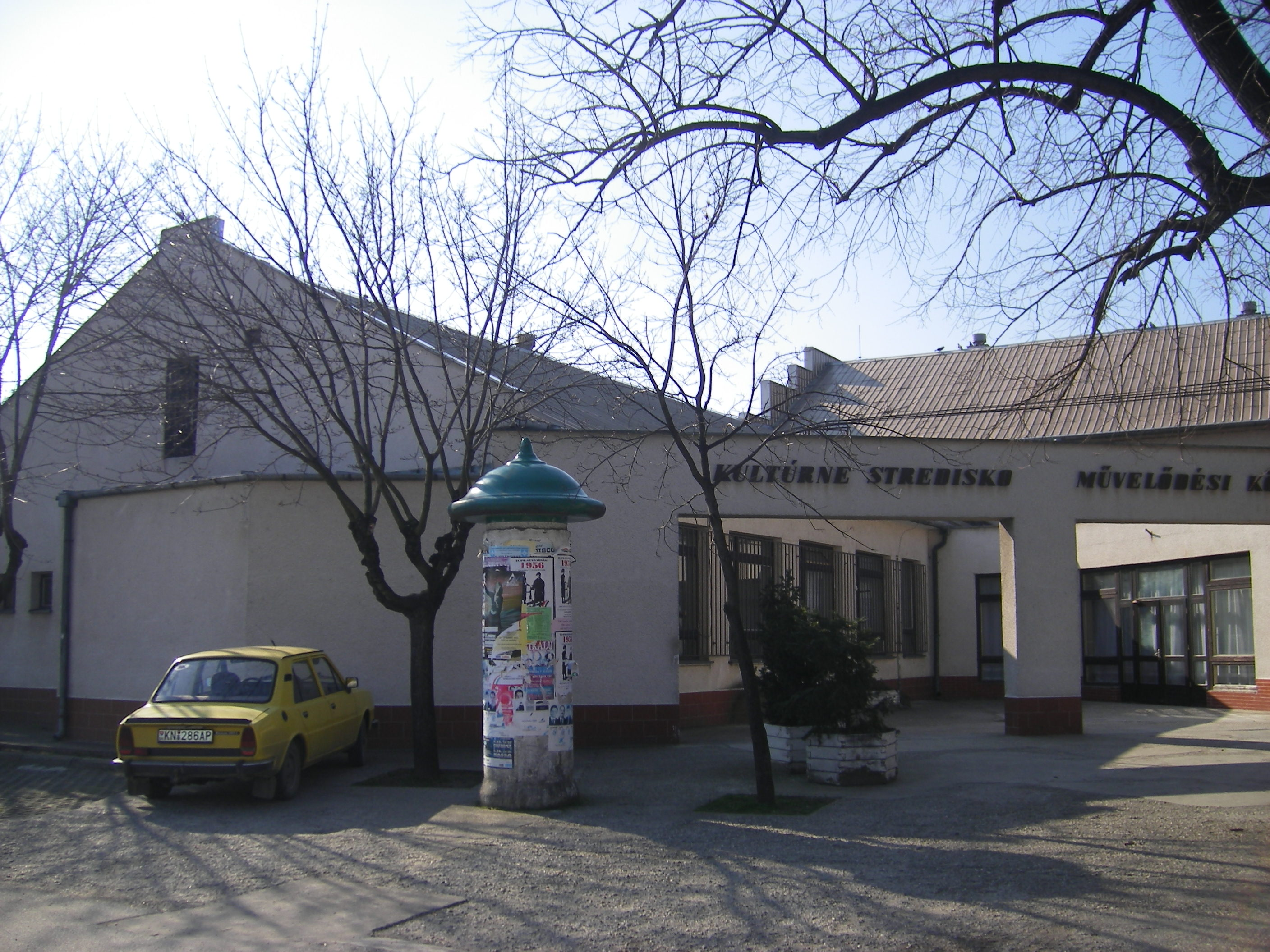
Művelődési központ
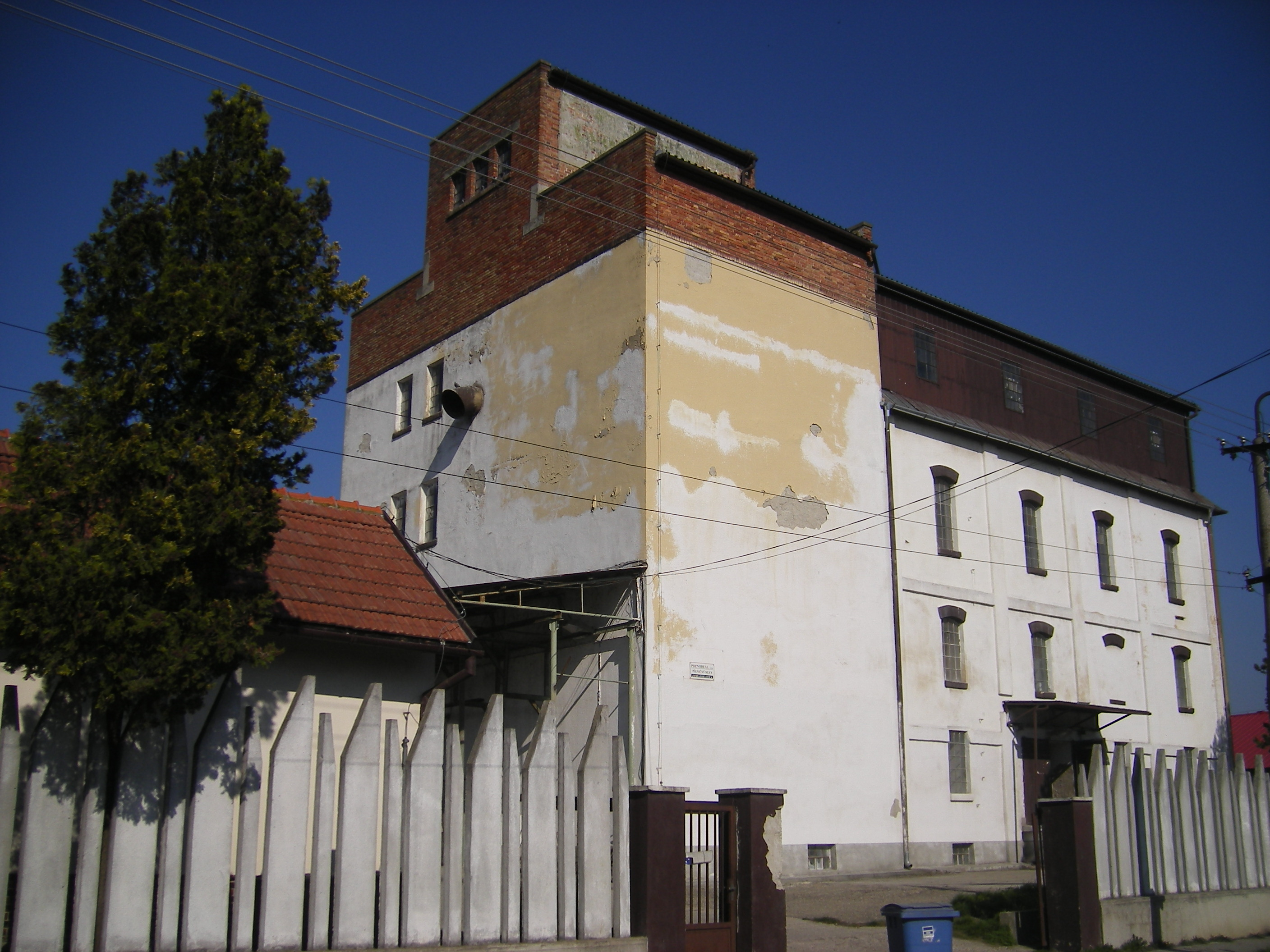
A régi hengermalom
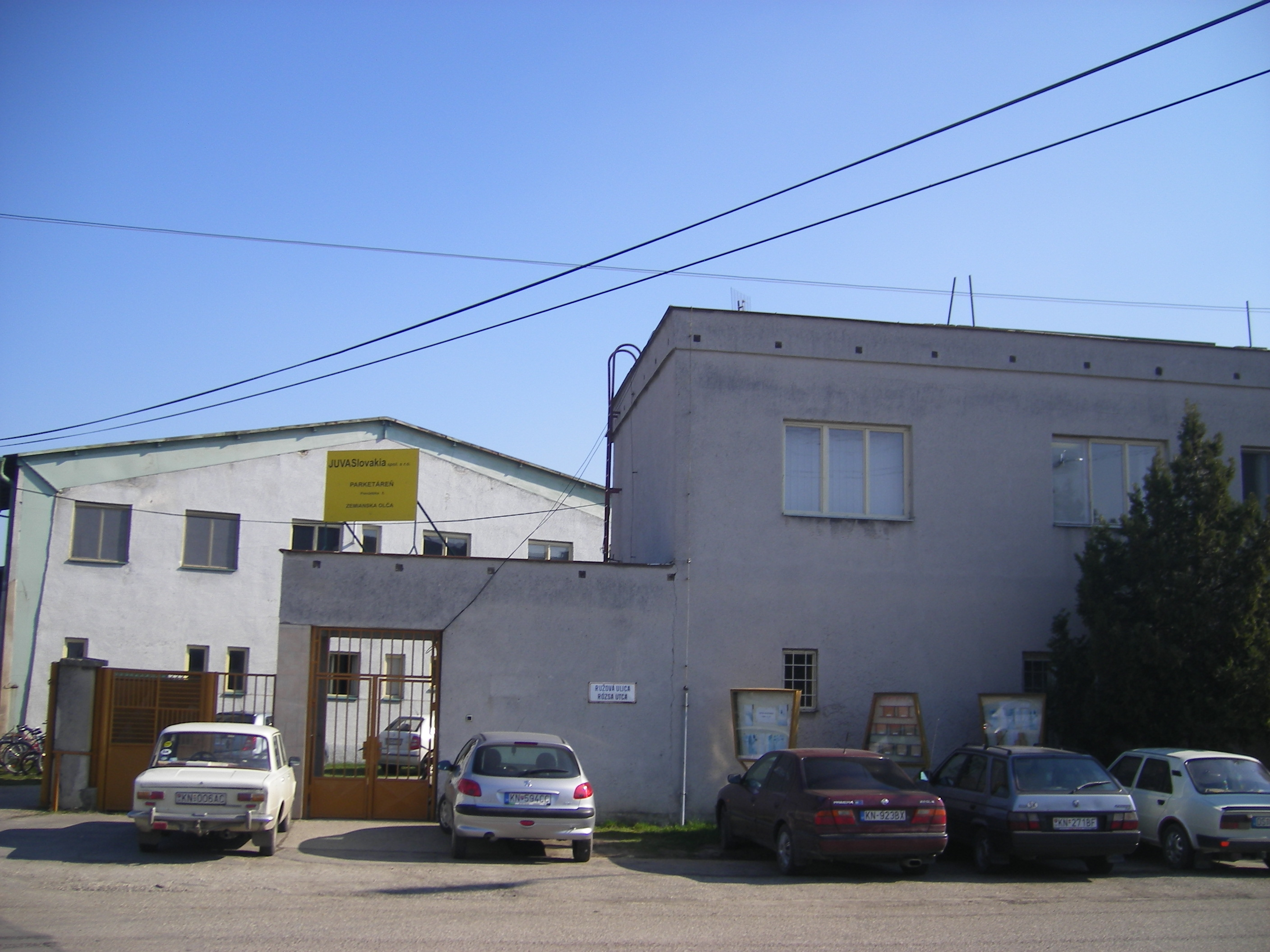
Parkettaüzem
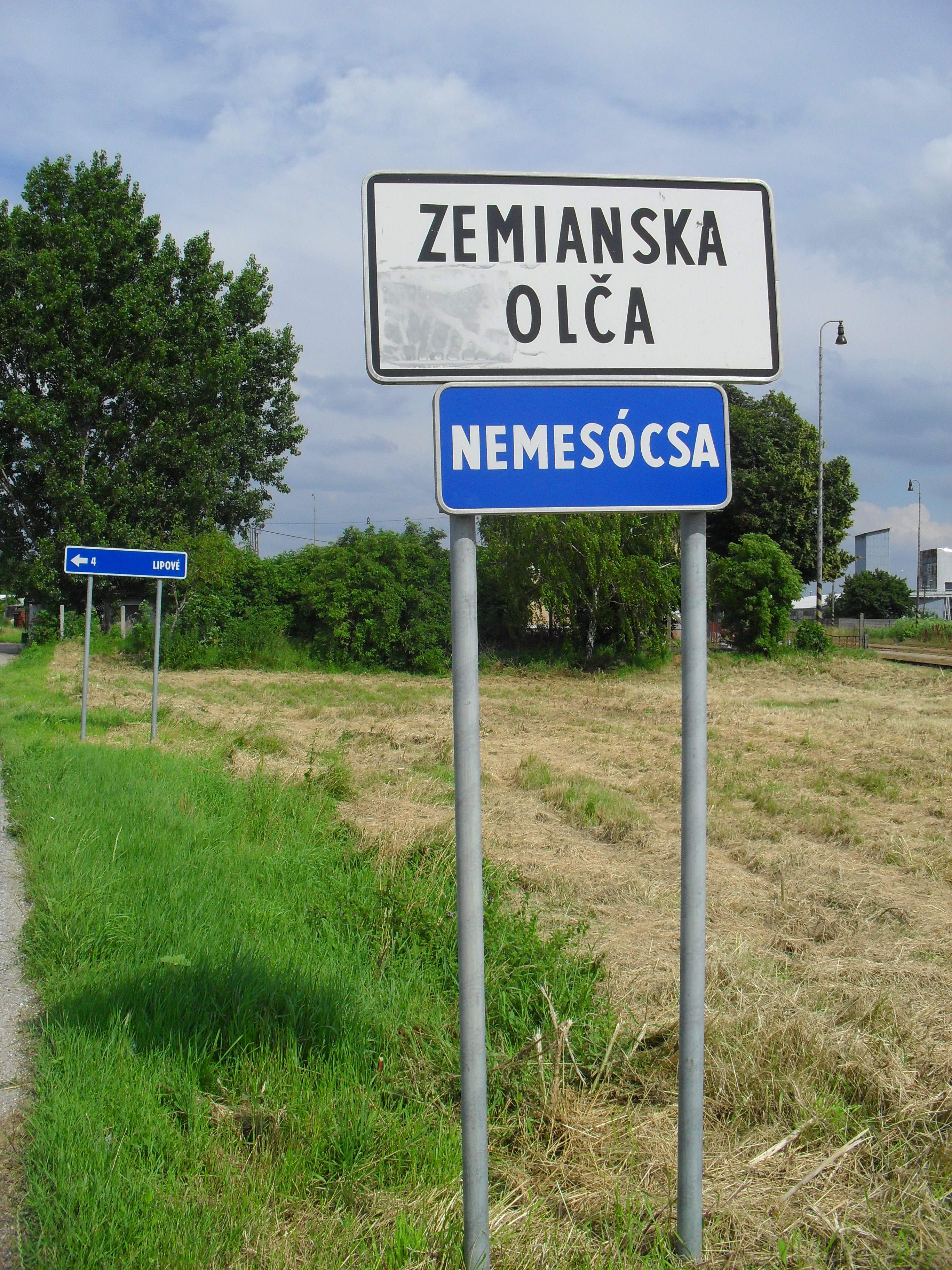
Kétnyelvű helységnévtábla
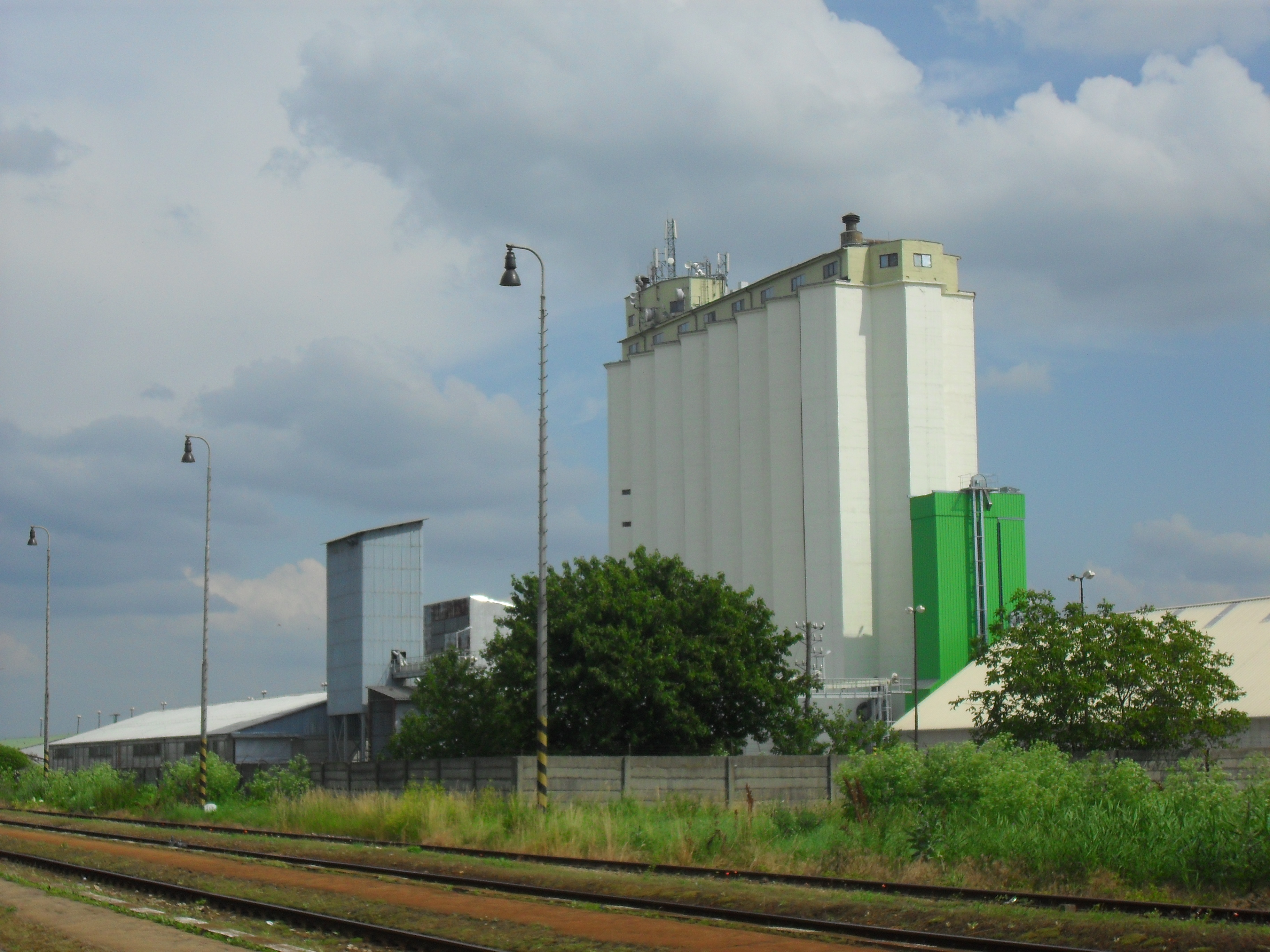
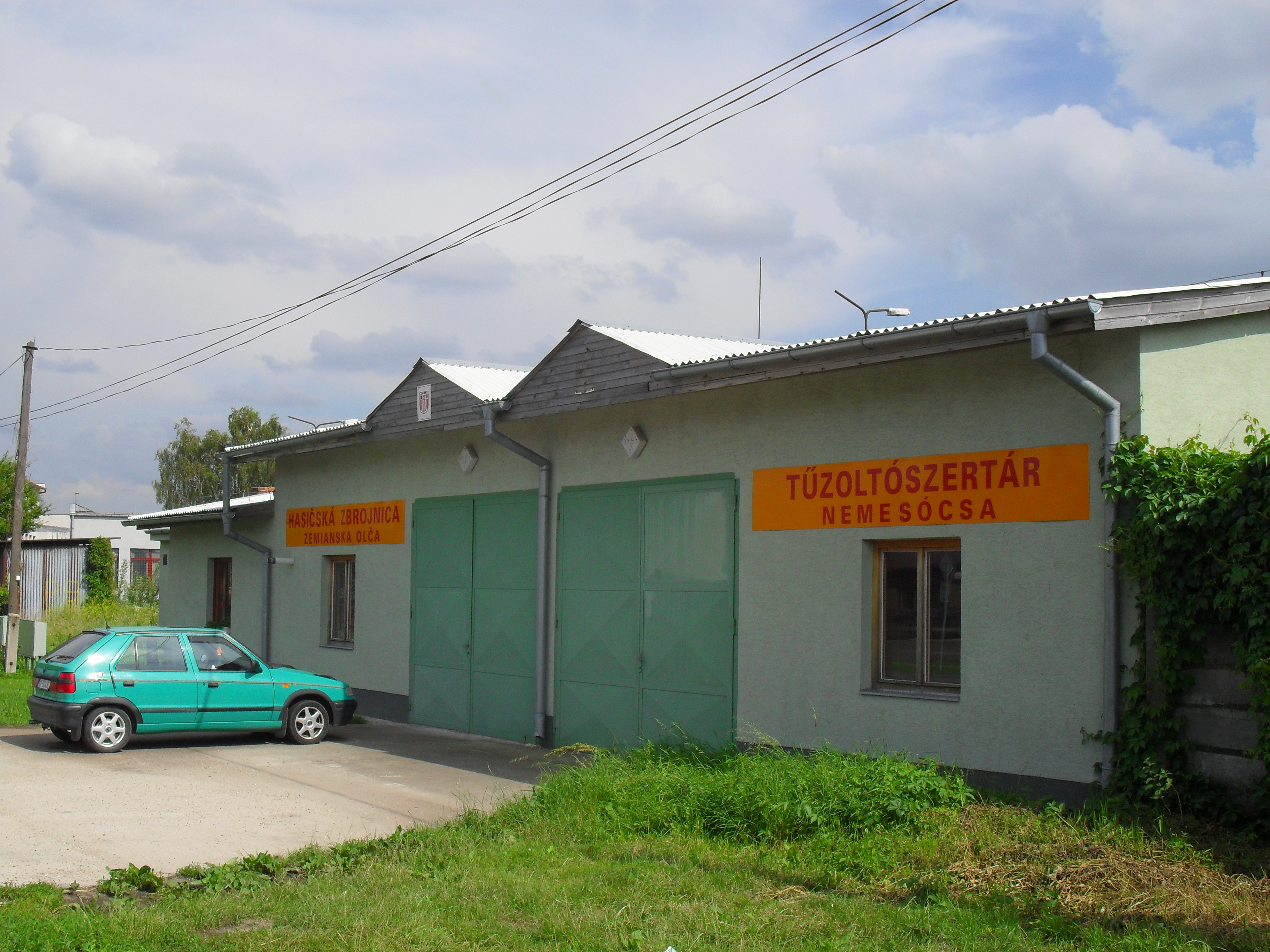
Tűzoltószertár
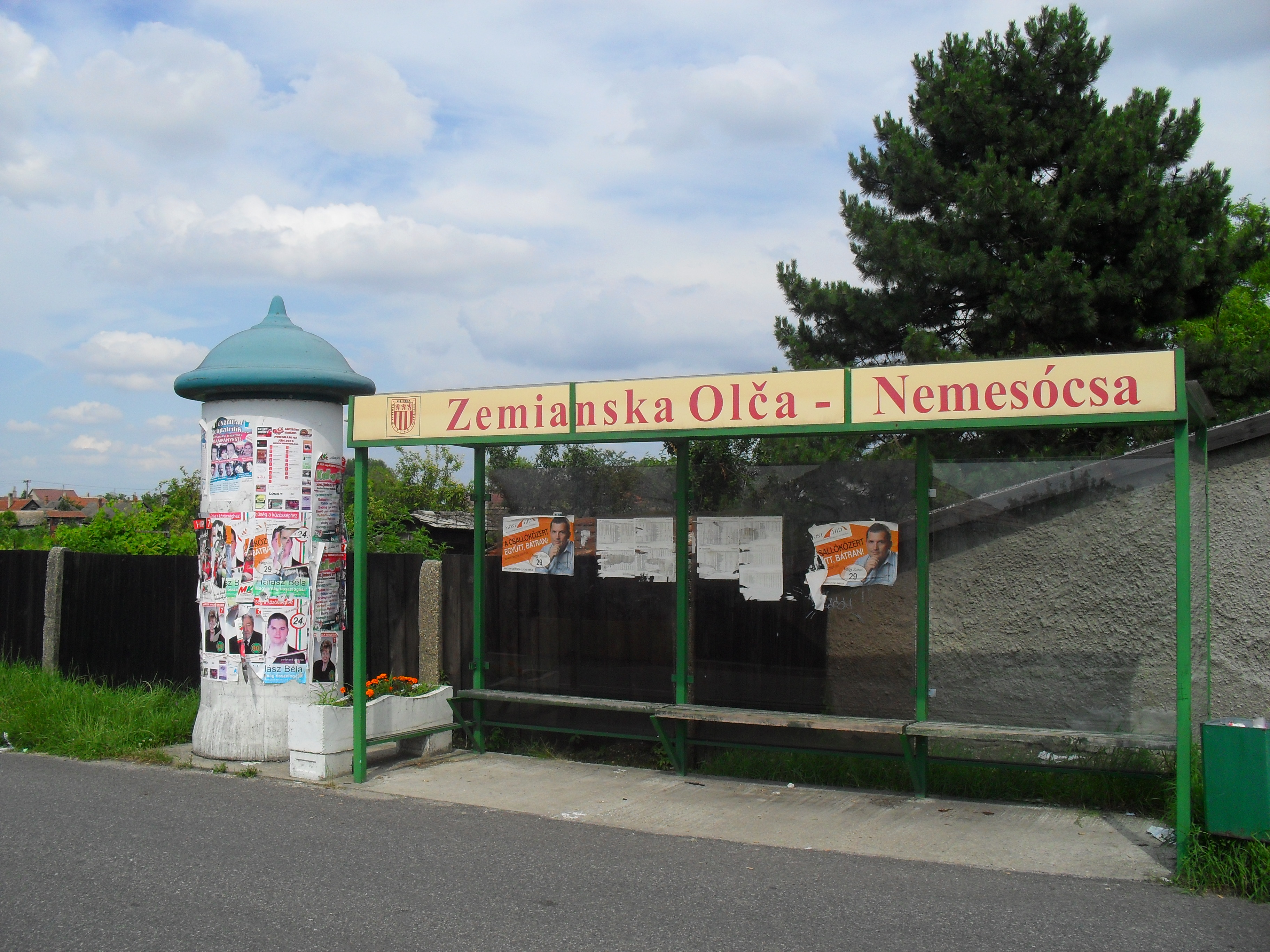
Buszmegálló
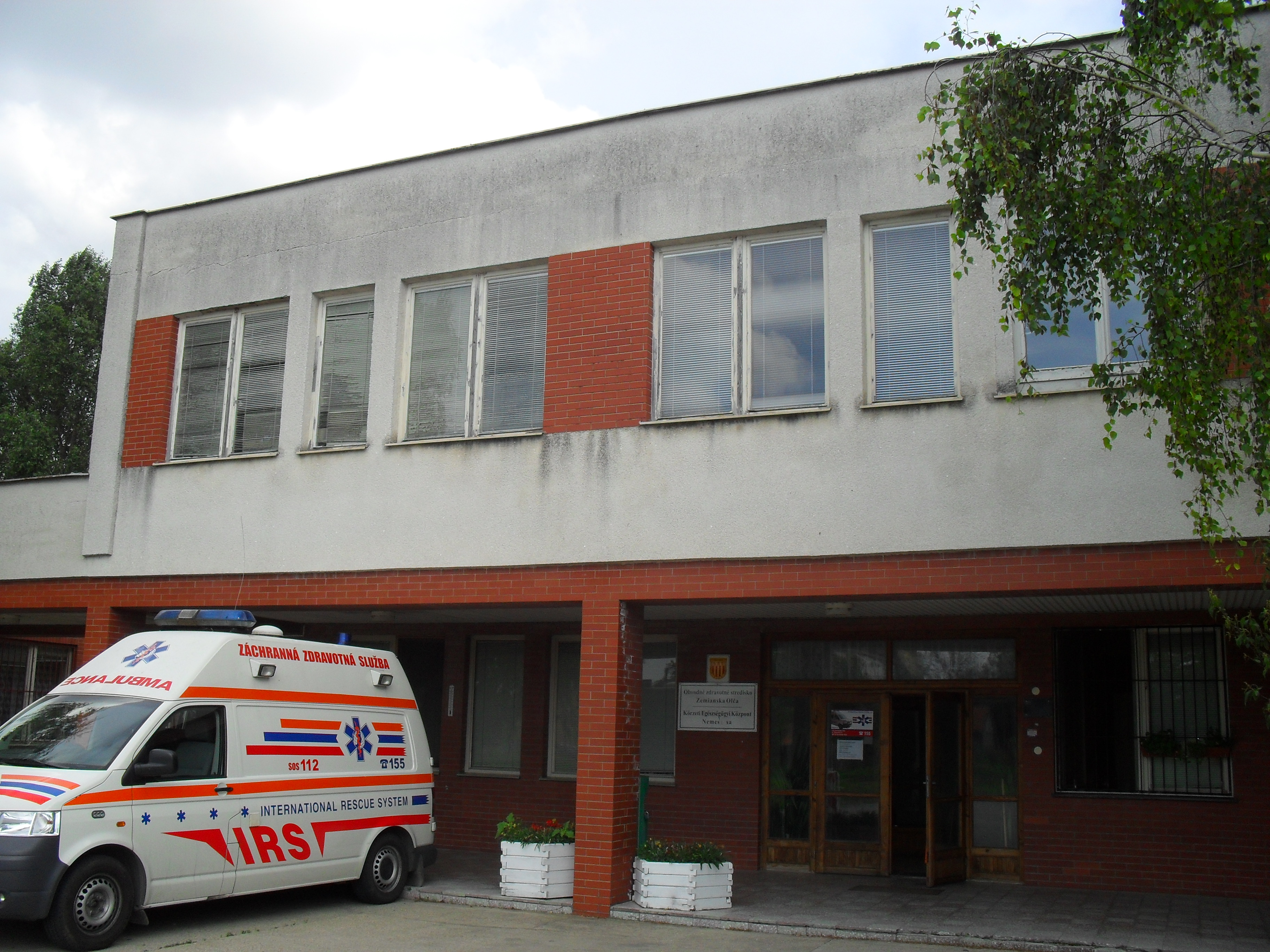
Mentőállomás
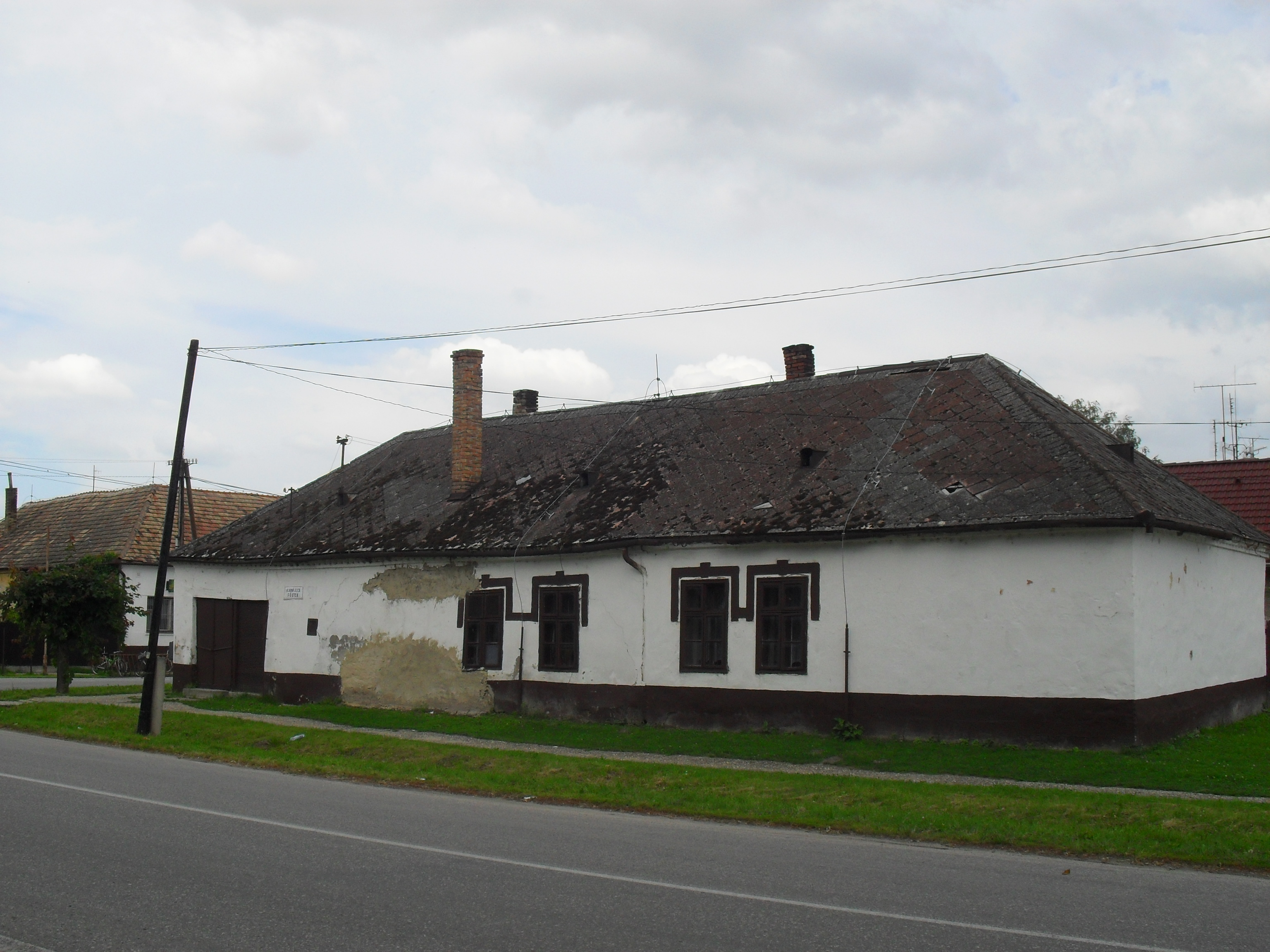
Fő utca
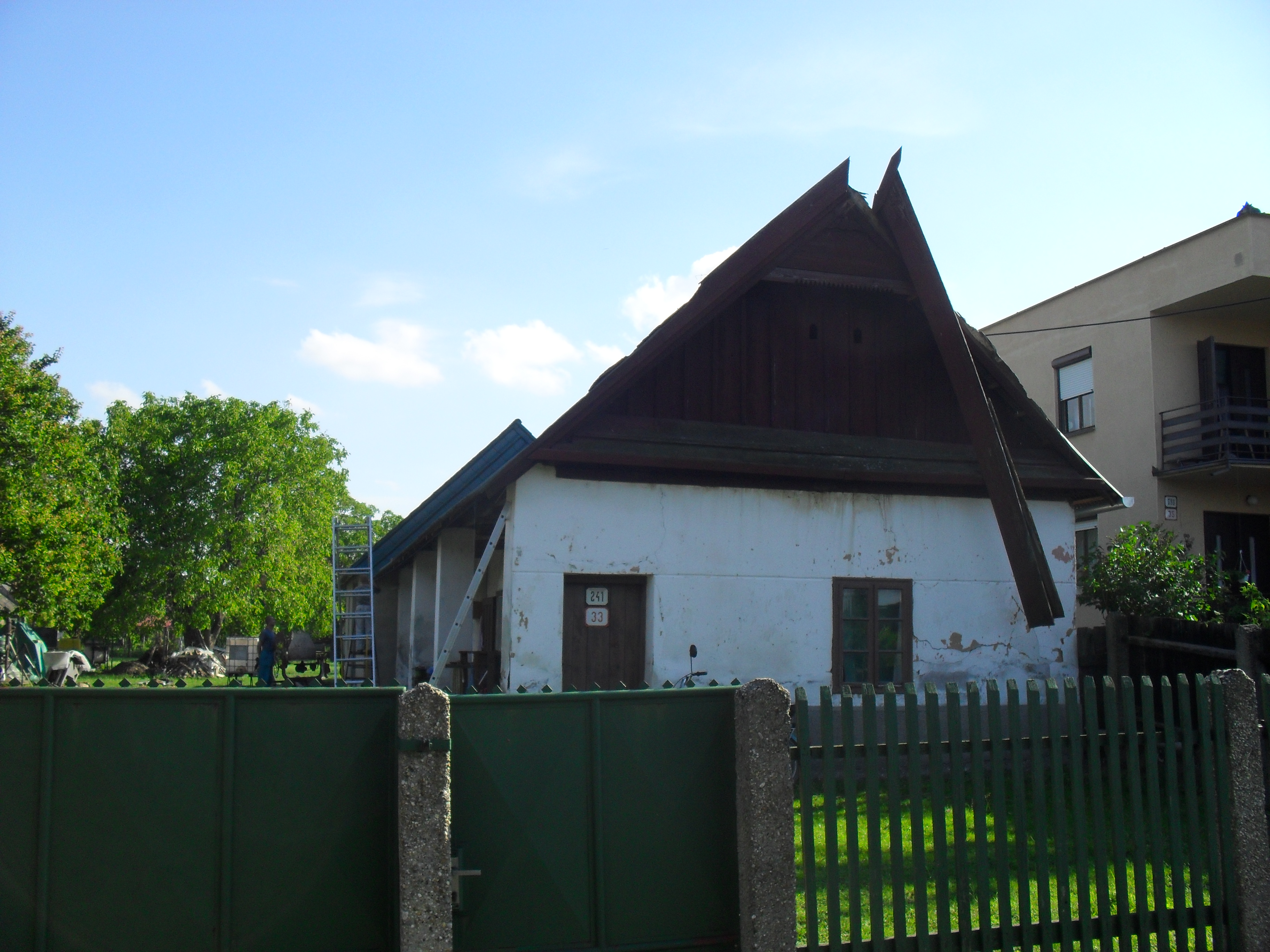
Régi nádfedeles ház a községben
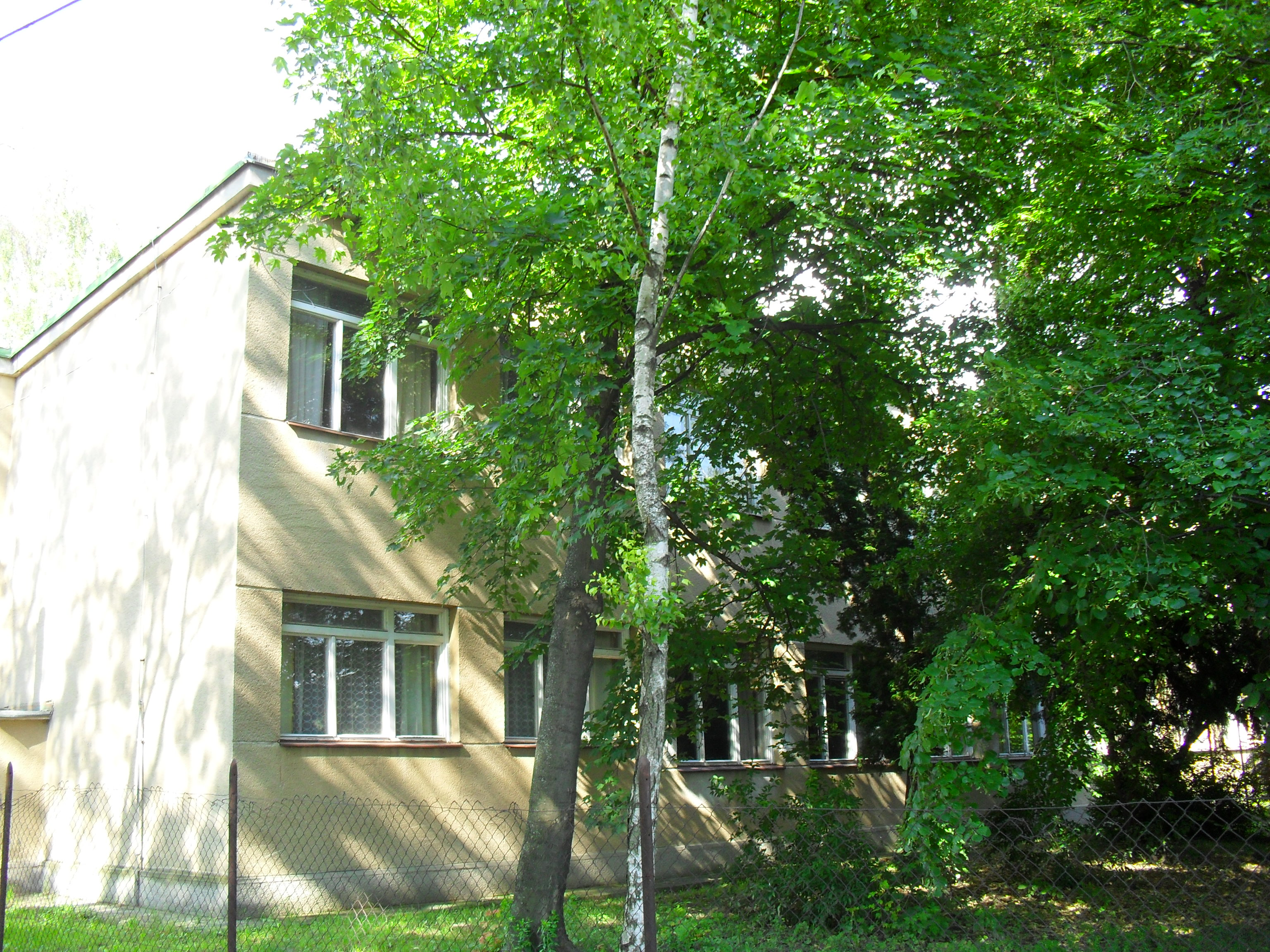
Alapiskola
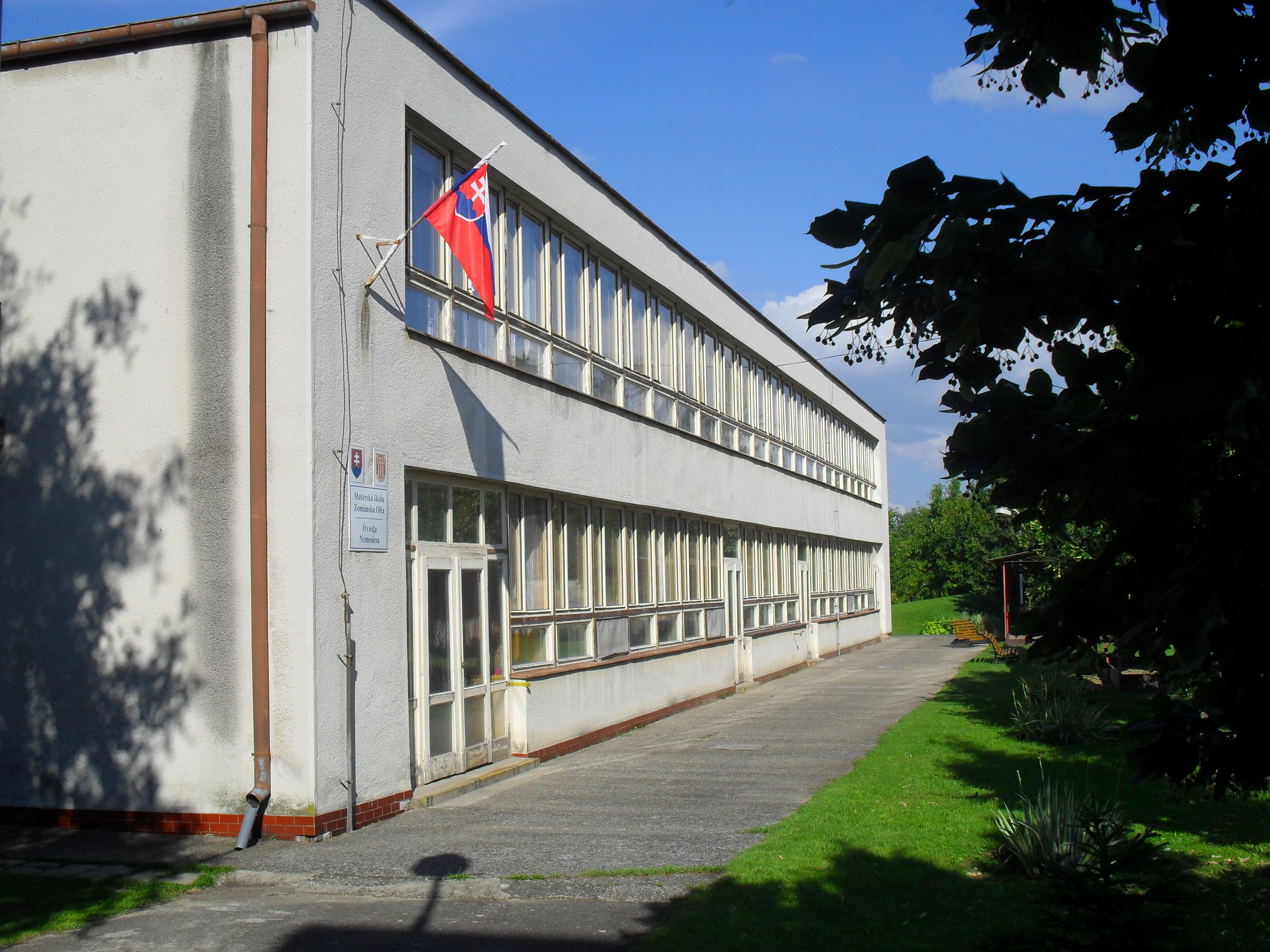
Óvoda
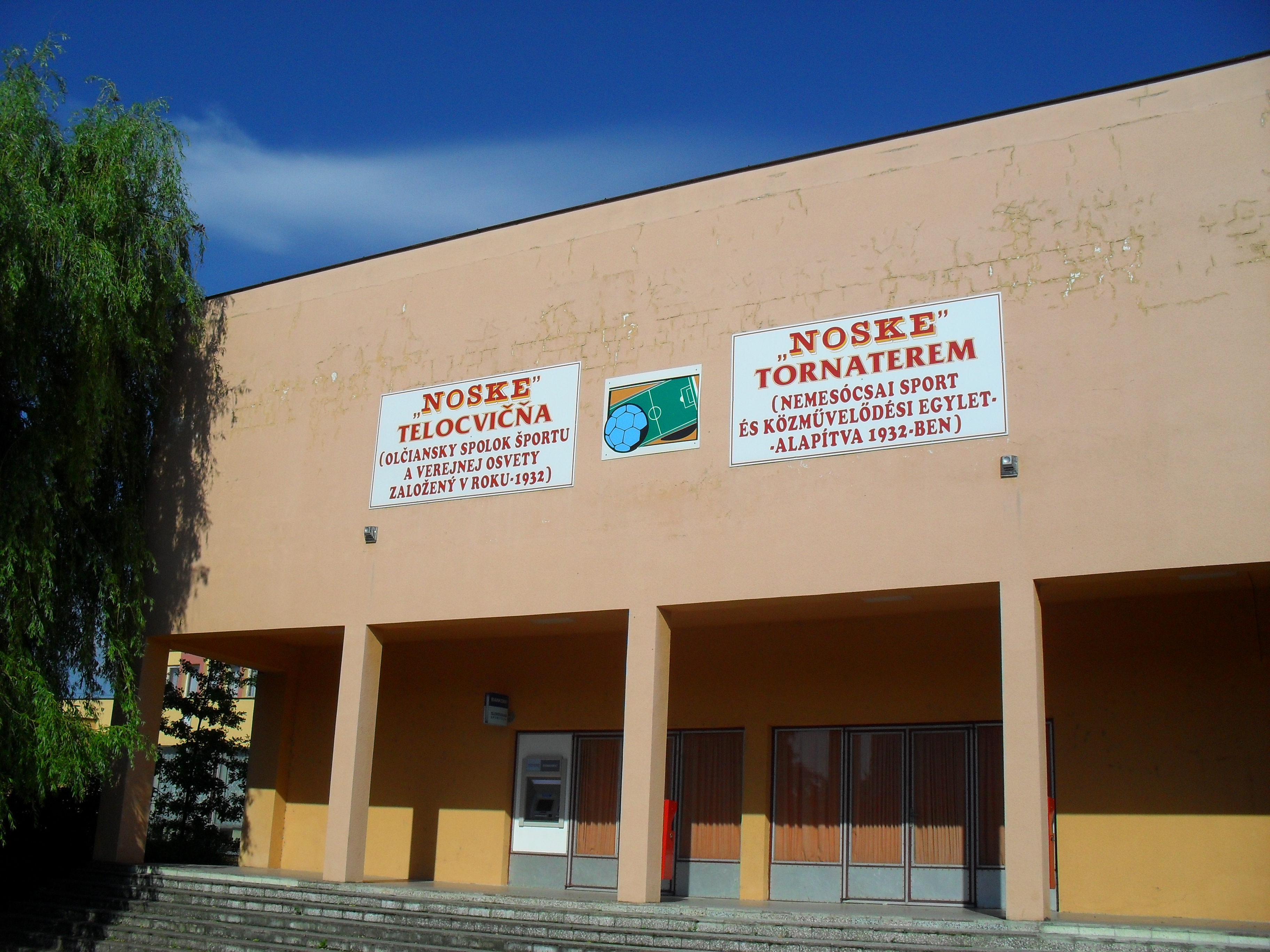
Sportcsarnok
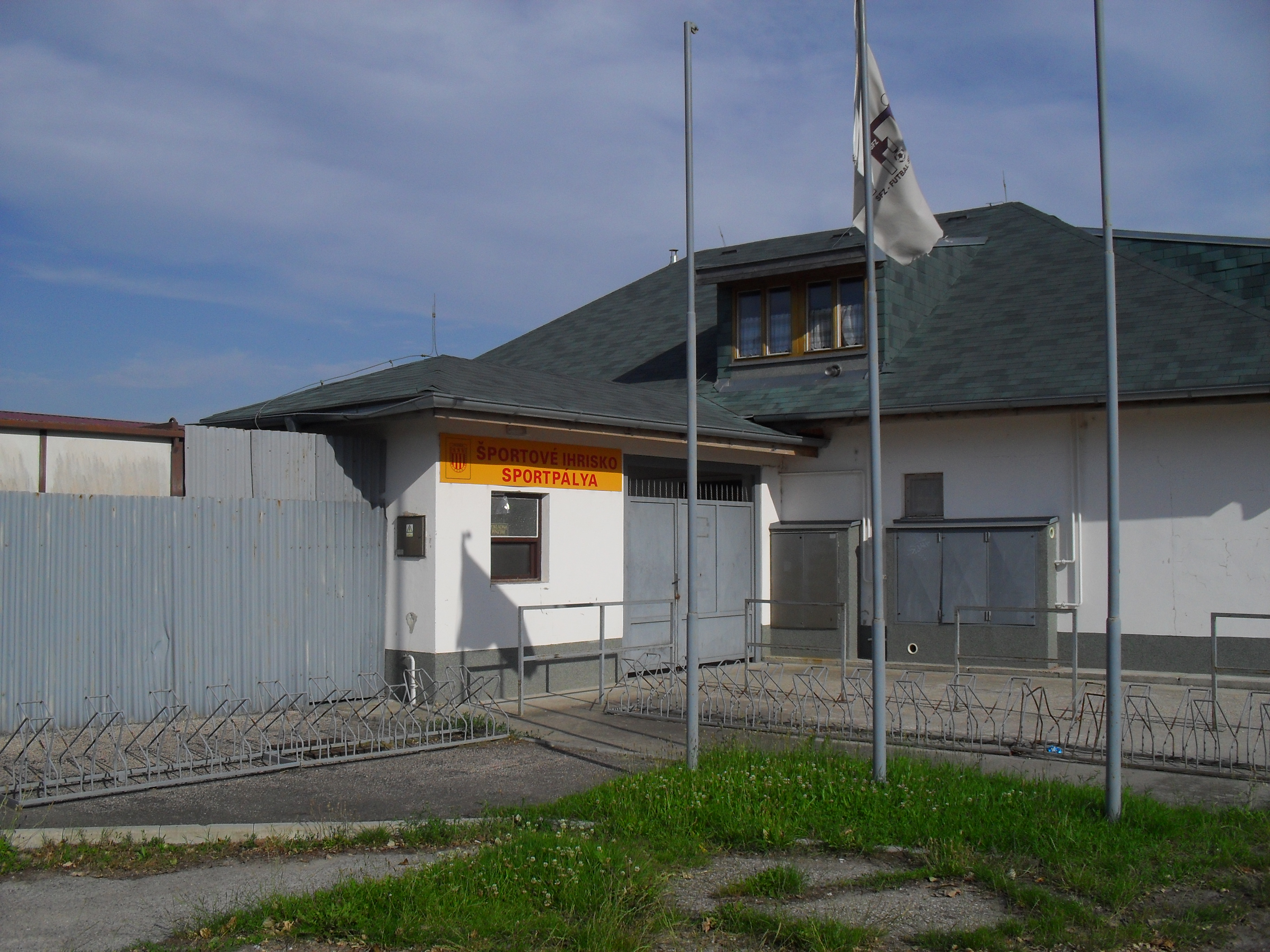
Sportpálya
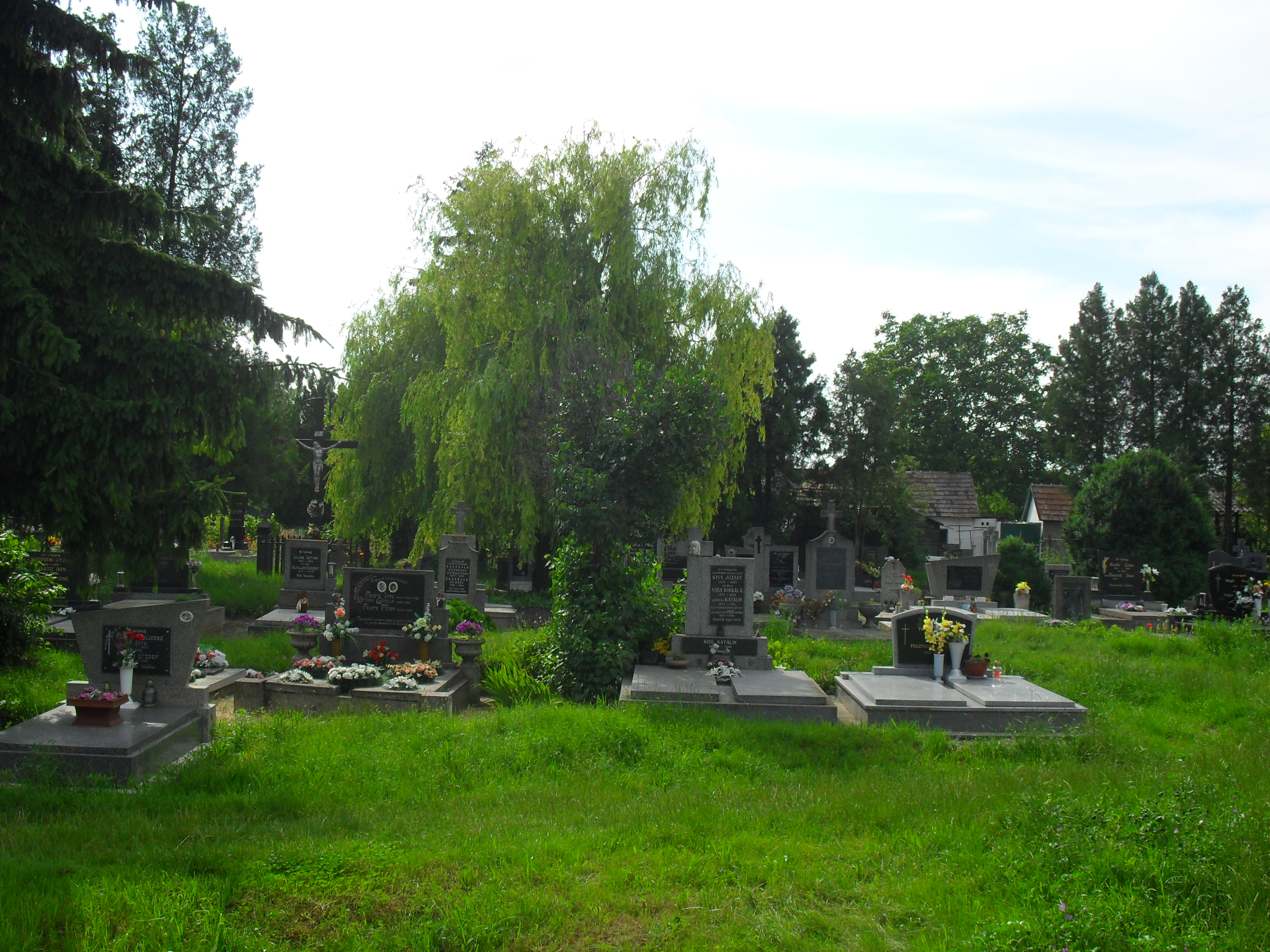
Régi katolikus temető
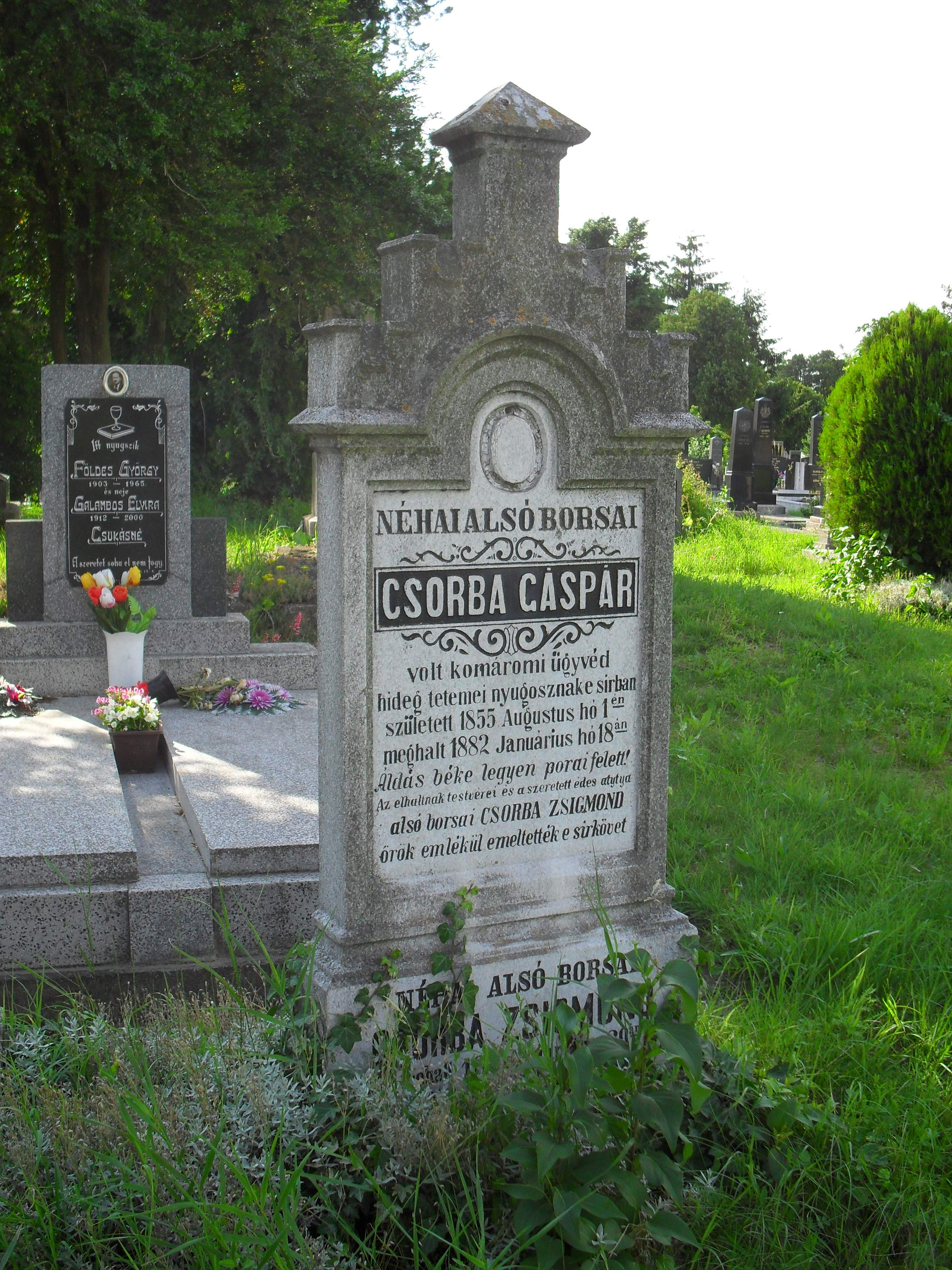
Régi síremlék a református temetőben
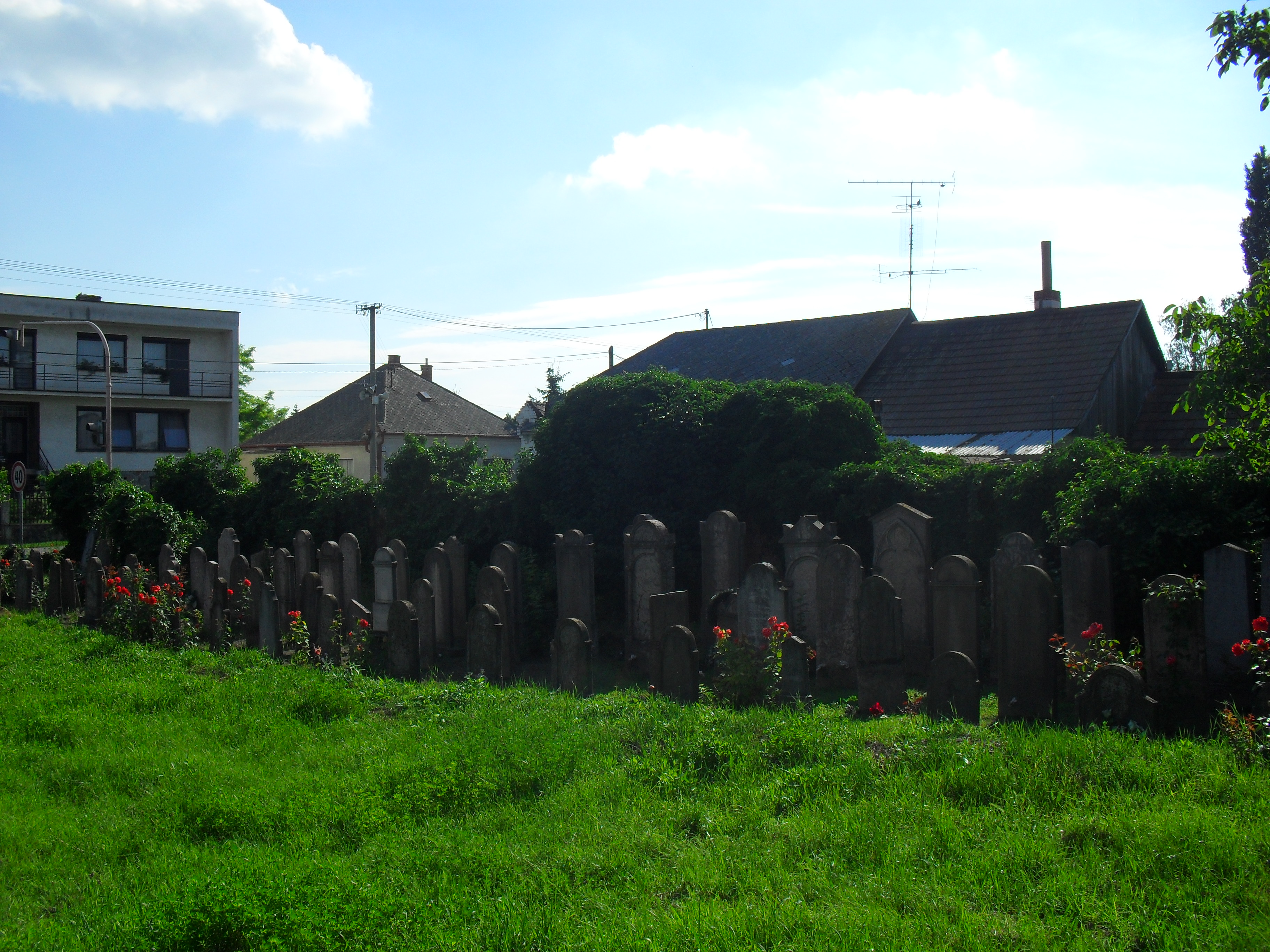
Régi sírkövek a református temetőben
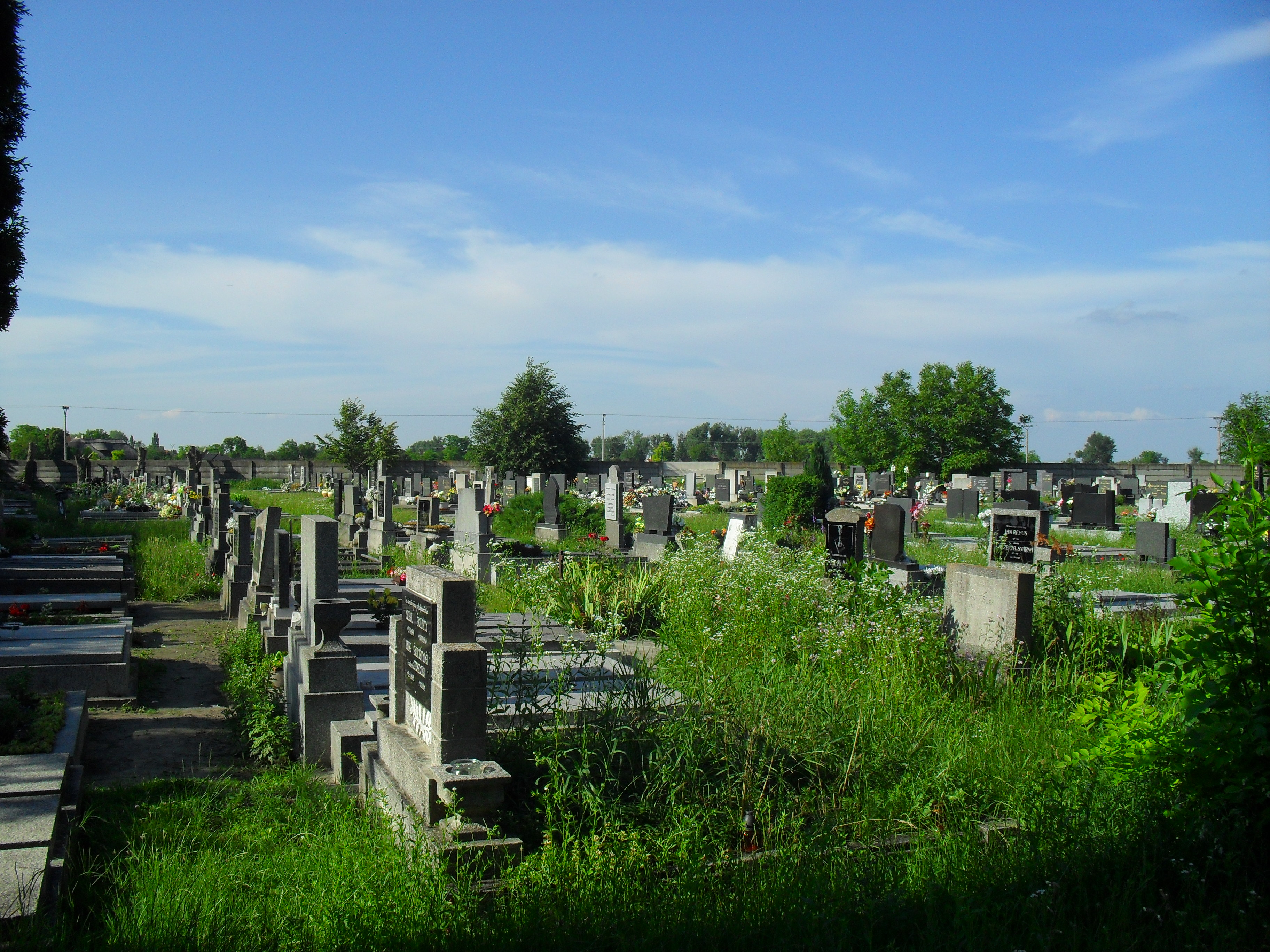
Új temető
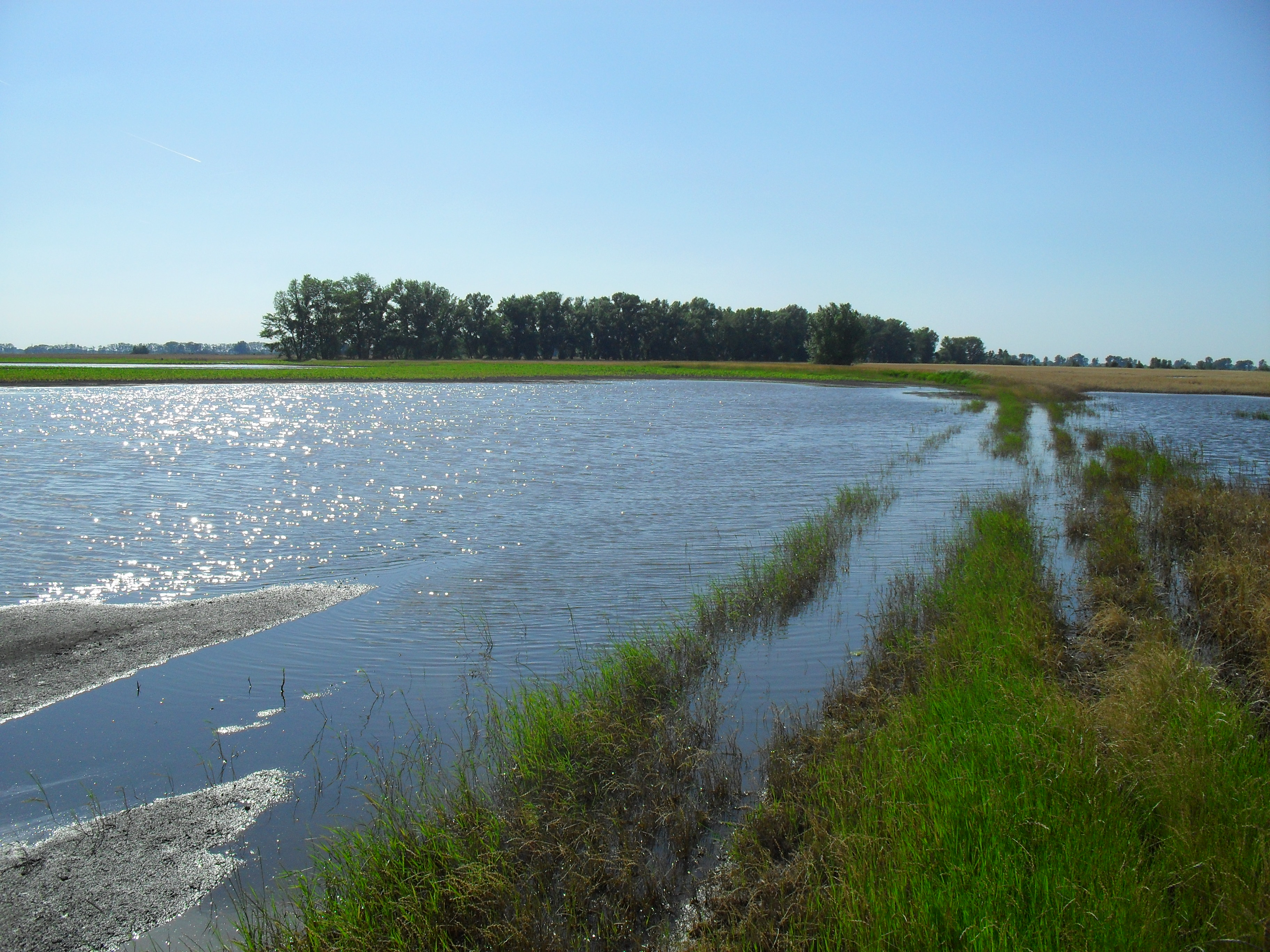
Belvíz a község határában 2010 júniusában

## Testvértelepülések
- Győrújbarát, Győr-Moson-Sopron vármegye, Magyarország
- Tápiószentmárton, Pest vármegye, Magyarország